# Altenau
Die ehemals freie Bergstadt Altenau (Ausspracheⓘ) hat etwa 1600 Einwohner und ist ein Bestandteil der Ortschaft Bergstadt Altenau-Schulenberg im Oberharz innerhalb der Berg- und Universitätsstadt Clausthal-Zellerfeld, welche im Landkreis Goslar in Niedersachsen liegt. Altenau ist ein staatlich anerkannter heilklimatischer Kurort im Oberharz und erhielt im Jahre 1617 Stadtrechte. Von 1972 bis 2014 gehörte die Bergstadt Altenau der Samtgemeinde Oberharz an.

## Geografie

### Lage

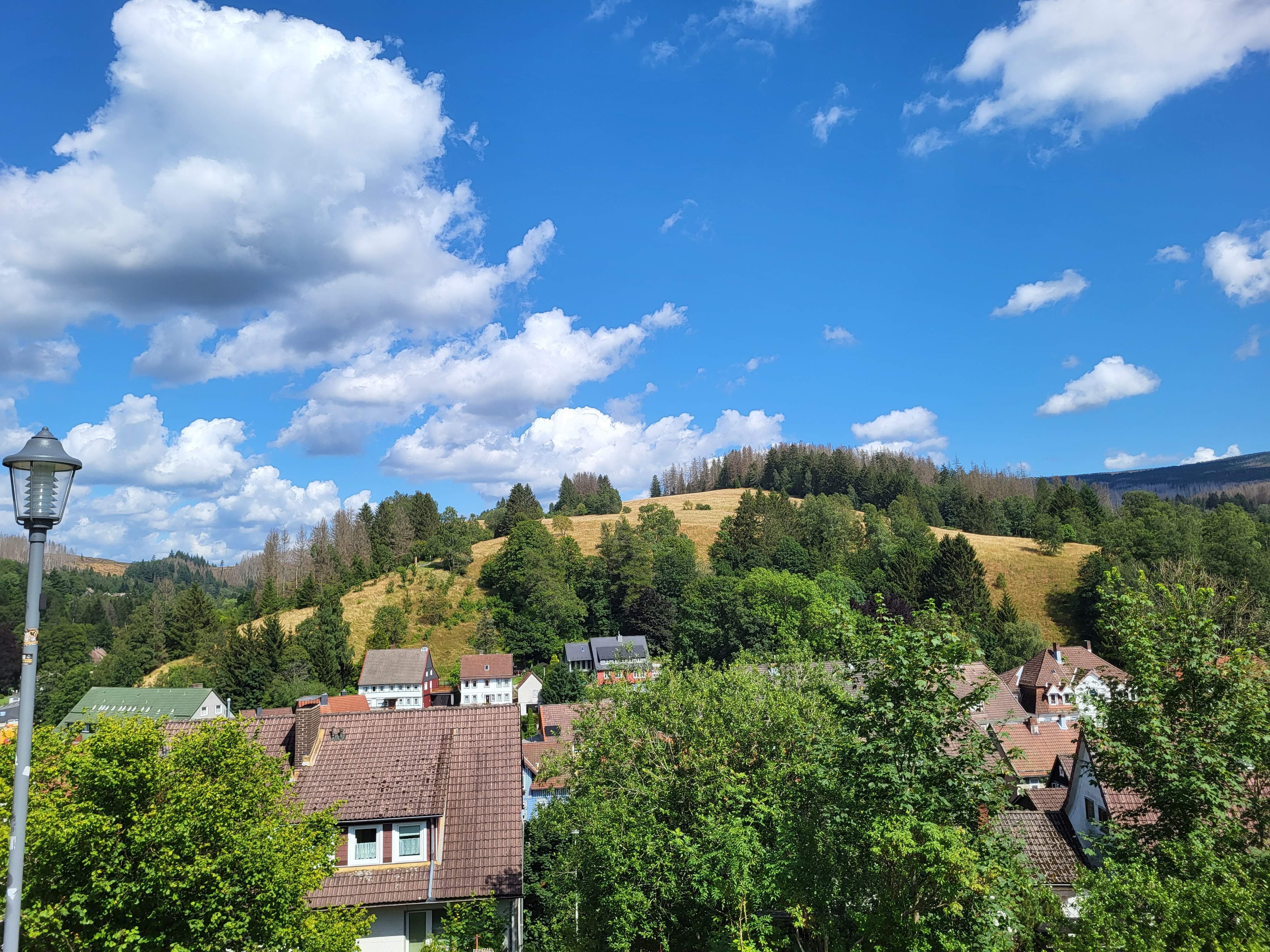
Mühlenberg

Die Bergstadt Altenau liegt zentral im Oberharz. Clausthal-Zellerfeld liegt westlich etwa zehn Kilometer, Goslar im Norden etwa 15 km und Osterode am Harz im Südwesten etwa 25 km entfernt. Östlich der Bergstadt befindet sich in zwölf Kilometern Entfernung der Gipfel des Brockens, den man von einigen Stellen Altenaus aus sehen kann. In nördliche Richtung wird das breite Tal Altenaus durch den Verlauf des Schwarzenberges (606 m ü. NHN) entlang des Marktes bis zum Ortsausgang in Richtung Okertalsperre begrenzt. In östlicher Richtung wird der Ort im Bereiches der Kleinen Oker durch die Hänge des Mühlen- (575 m ü. NHN) und des Kunstberges (585 m ü. NHN) und von Westen her vom Rothenberg (560,4 m ü. NHN) und vom Glockenberg (512,5 m ü. NHN) begrenzt. Südlich der Bergstadt erhebt sich der 927 Meter hohe Bruchberg. Altenau wird von Süd nach Nord von der Oker durchflossen. Weitere Bäche wie die Kleine Oker, der Rotenbeek, das Schneidwasser, die Altenau und der Gerlachsbach münden im Stadtgebiet in die Oker und verleihen Altenau ein Stadtbild mit zahlreichen Tälern und Hügelkuppen.

### Geologie
Altenau liegt innerhalb der Sösemulde. Diese erstreckt sich von Osterode am Harz bis in Richtung Bad Harzburg. Im Devon war das Gebiet des heutigen Altenau vollständig mit Wasser bedeckt und wurde durch tektonische Bewegungen unter Wasser geprägt. Magma und metallhaltige Dämpfe drangen aus der Tiefe in obere Segmente ein, woraus sich Erzgänge erschlossen, die im Altenauer Raum südöstlich und nordwestlich verlaufen. Auch traten eisenhaltige hydrothermale Lösungen in die Segementsschichten ein, aus denen sich die späteren Roteisenlager entwickelten. Die auftretenden Erze beinhalten neben Bleiglanz auch Silber, Zinkblende, Quarz und Kupferkies. Weiterhin findet sich in der Umgebung Altenaus der selten auftretende Stranskiit. Erste Funde von Eisenerz im Gebiet rund um Altenau soll es schon im 9. Jahrhundert gegeben haben.

### Ortsgliederung
Zu Altenau gehört die etwa zehn Kilometer entfernte Siedlung Torfhaus. Diese liegt am höchsten Punkt der B 4 auf etwa 800 m Höhe und besteht vorwiegend aus Fremdenverkehrsbetrieben. Torfhaus liegt im Nationalpark Harz. Außerdem gehören das Polstertaler Zechenhaus, die Bastesiedlung und Gemkenthal zum Ortsgebiet.

### Klima

Klimadiagramm für Altenau

Aufgrund seiner Höhenlage ist Altenau für niedersächsische Verhältnisse ein eher kühler Ort. Die Jahresmitteltemperatur liegt bei +6,2 °C. Die Sonnenscheindauer beträgt im Jahresmittel 3,7 Stunden. Die mittlere jährliche Niederschlagsmenge liegt bei 1252 mm, wovon ein für niedersächsische Verhältnisse nicht unerheblicher Teil als Schnee fällt.

## Geschichte

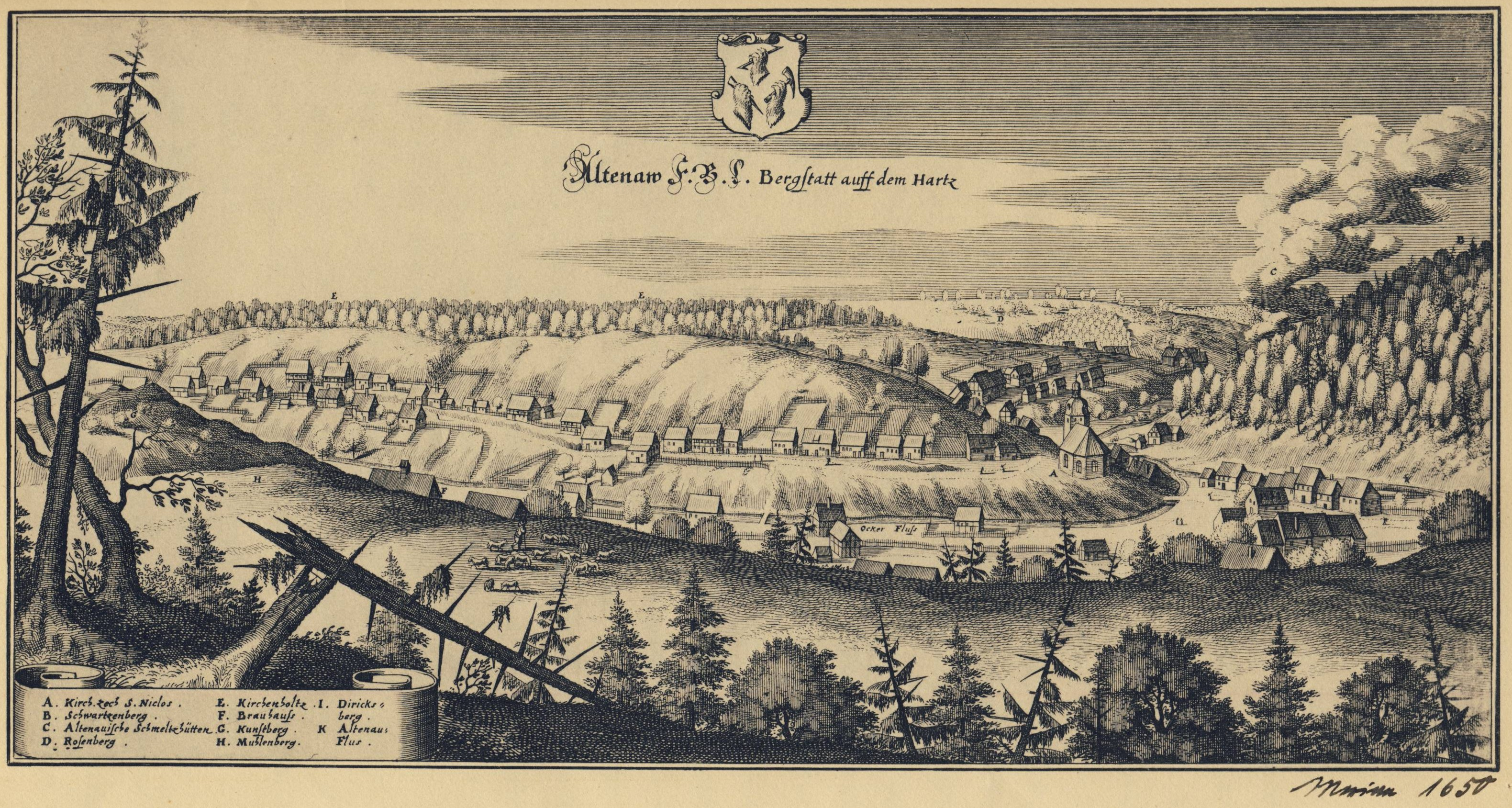
Altenau, Stich von Caspar Merian, 1654

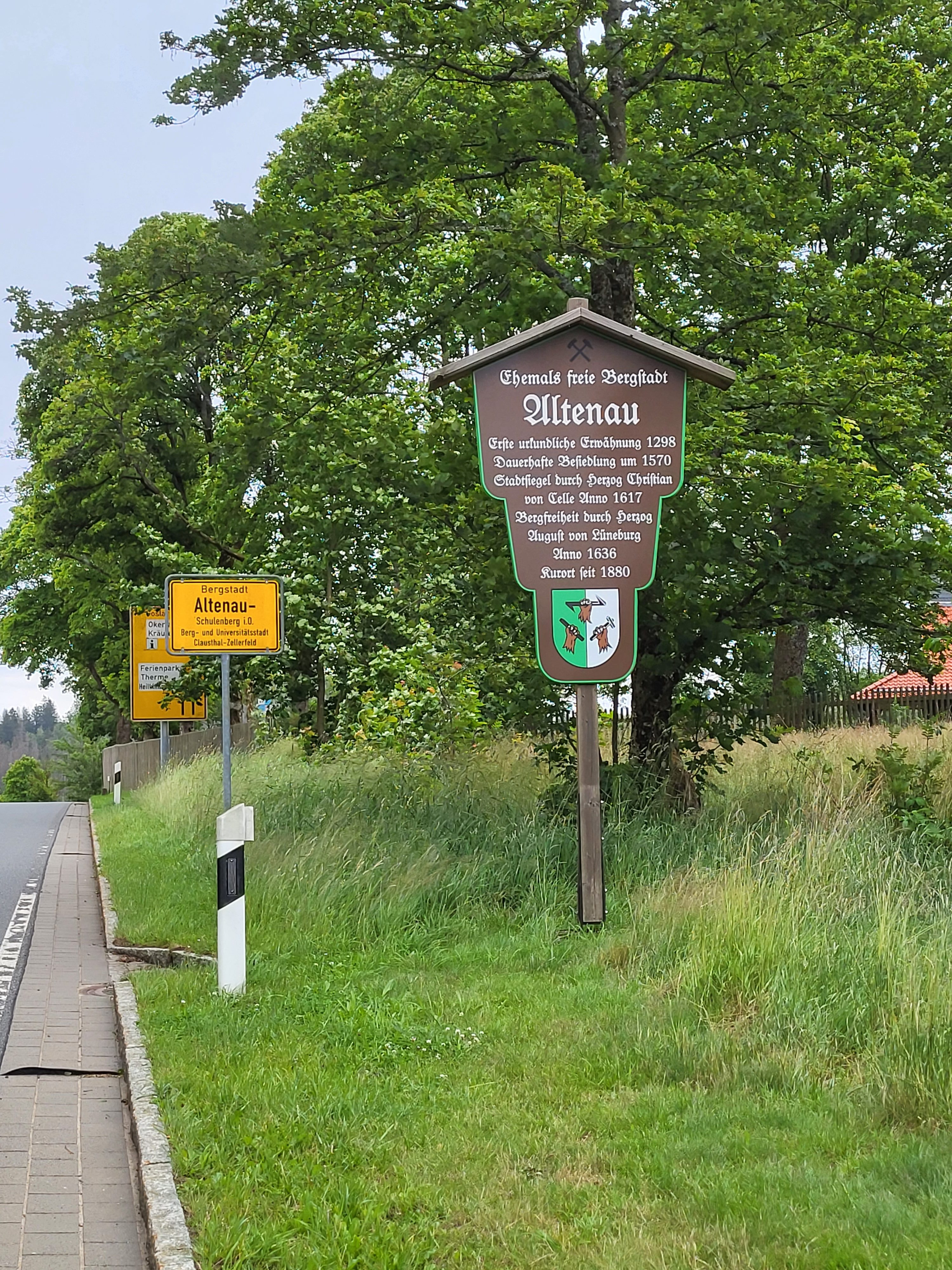
Stadtschild

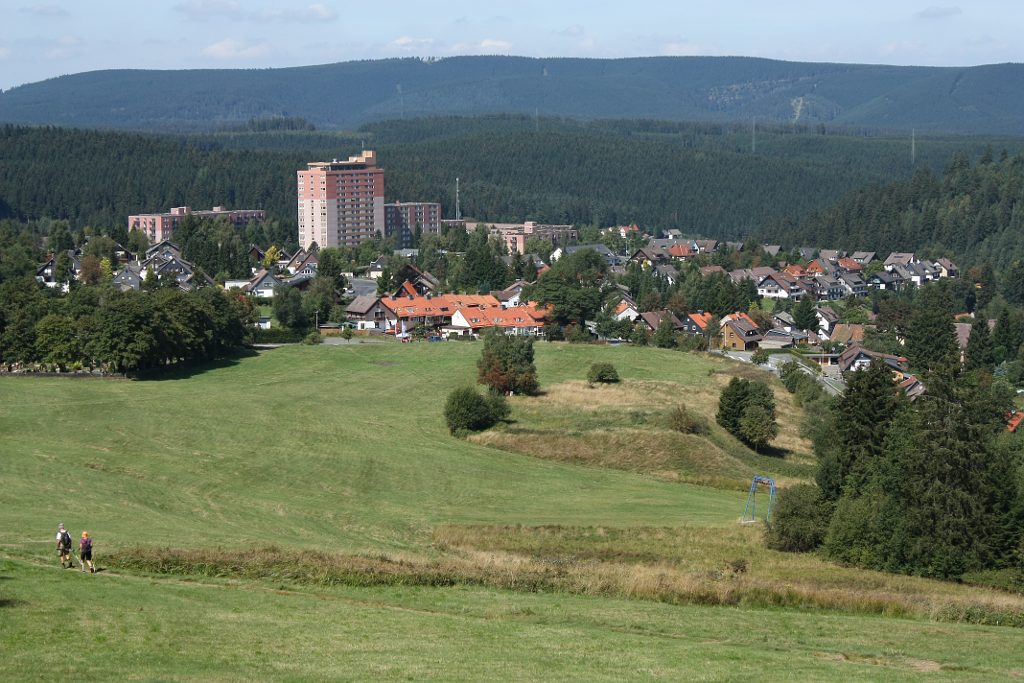
Blick vom Dammgraben auf das Glockenbergviertel

### Mittelalter bis 16. Jahrhundert
Altenau wurde erstmals 1227 im Zusammenhang mit dem Bergbau als Altenavium erwähnt. Das Gebiet um Altenau gehörte zum Fürstentum Braunschweig bis 1291 das Fürstentum Grubenhagen gegründet wurde, an dessen nördlicher Grenze das Gebiet von Altenau lag und durch das Schneidwasser begrenzt wurde. 1298 standen in der Umgebung des heutigen Altenaus am Schwarzen Wasser (hutte ton swuarten Worden) und im Tischlertal (hutte tor altena) je ein Verhüttungsbetrieb, die durch Burchard von Wildenstein an den Goslarer Burchard Erhaftig übergeben worden sind. 1310 stand die Hütte im Tischlertal und wurde von Albrecht Colven betrieben. Die Hütte am Schwarzen Wasser wechselte 1311 den Besitzer und ging an Hugo Grospesen, der die Hütte 1329 an Burchard von Gadenstedt übergab, der wiederum 1381 die Anlagen an den Rat der Stadt Goslar verkaufte. Dieser gab die Hütte am Schwarzen Wasser bei Altenau 1402 an die Herren von Wallmoden zur Pacht. 1411 ließ der Herzog zu Braunschweig ein Blockhaus Altenah errichten, das als Rückzugsort für Belagerungen der Harzburg dienen sollte. Die Hütte am Schwarzen Wasser trat urkundlich 1455 und 1463 (Verkauf von der Stadt Goslar an Albrecht von der Helle) abermals in Erscheinung. Weitere Verhüttungsbetriebe befanden sich im 16. Jahrhundert am Lilienwasser und am Kunstberg.

### 1500–1800

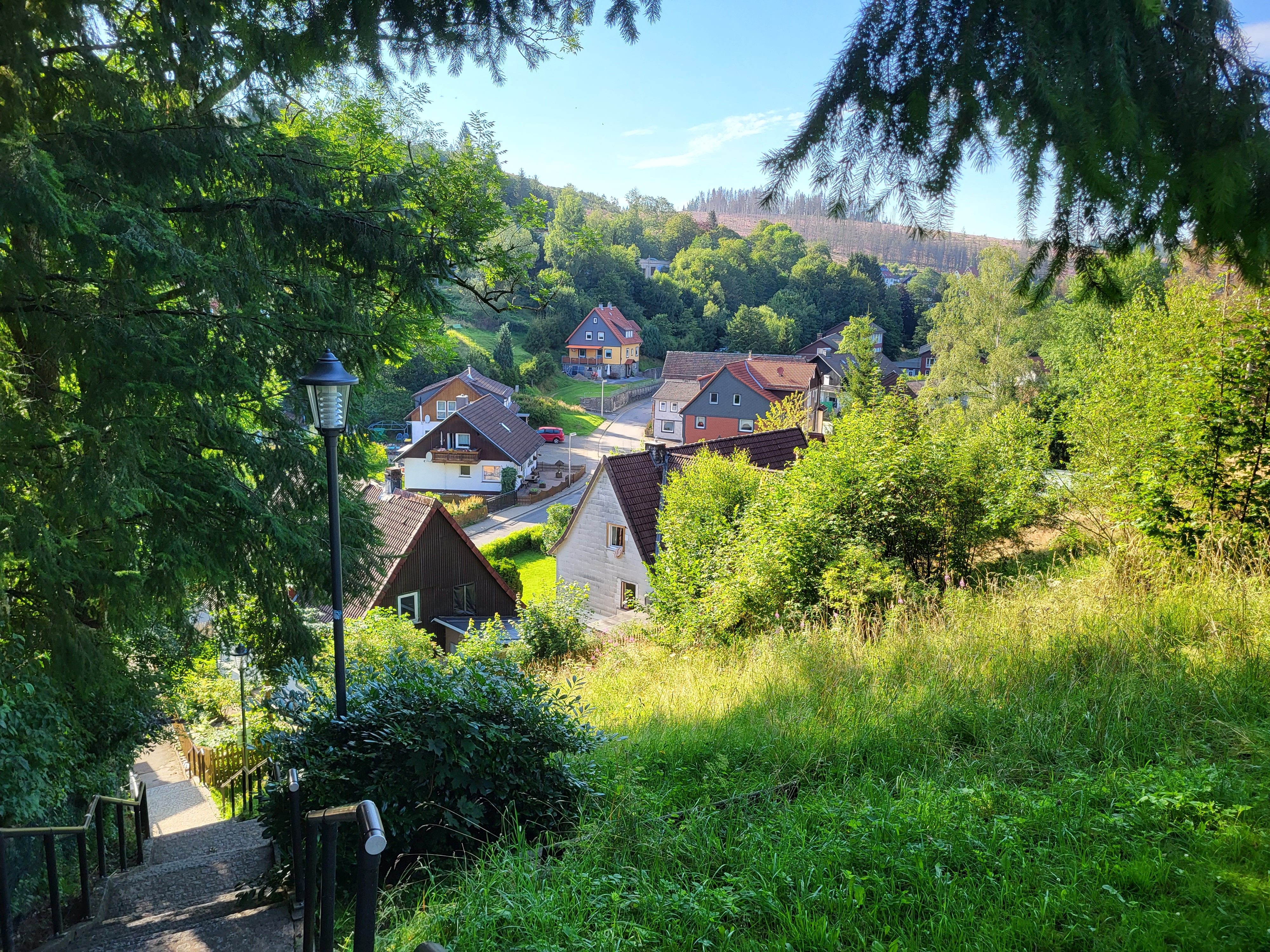
Erste Siedlungszelle in der Rothenberger Straße

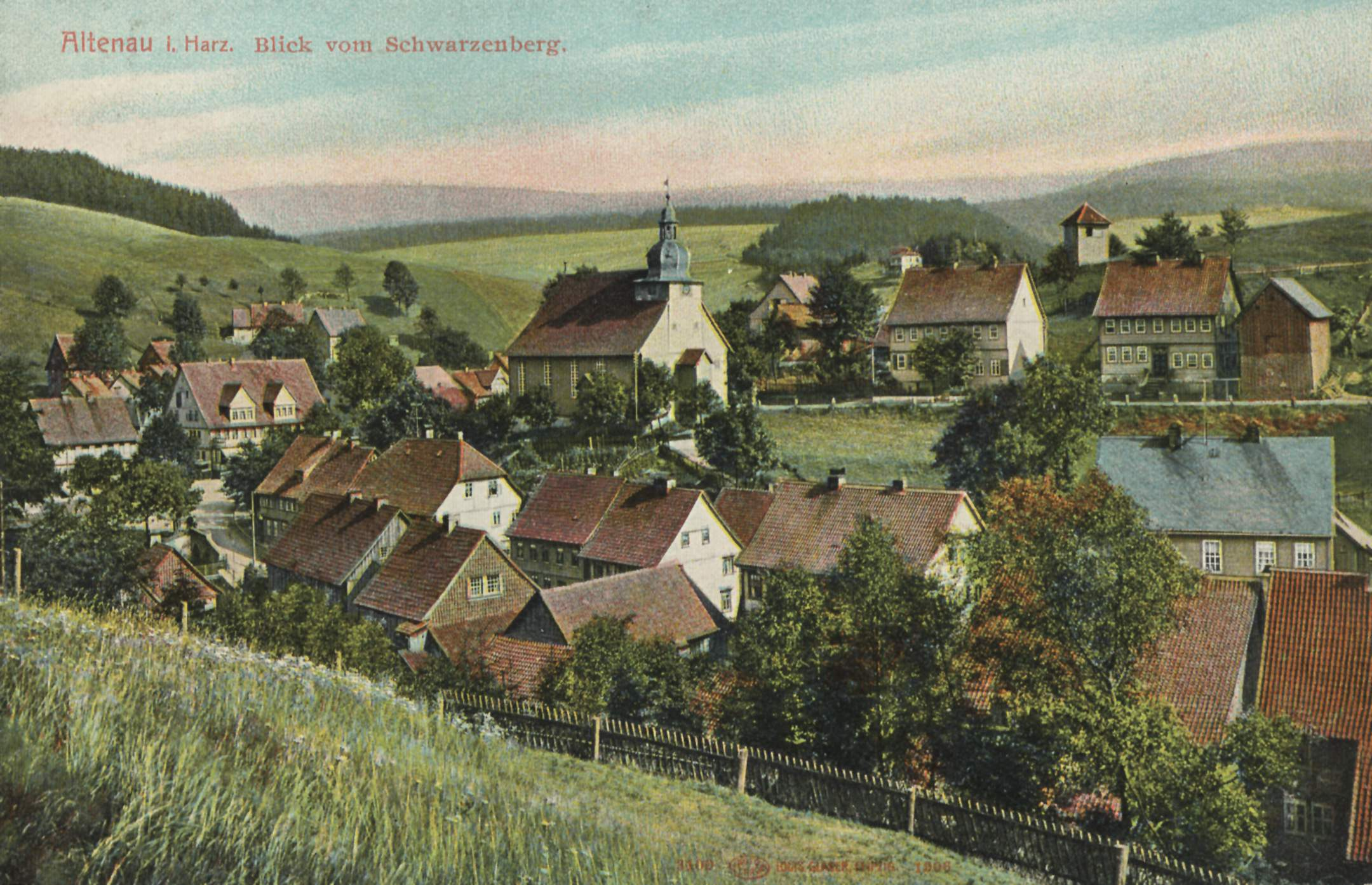
Altenau alte Ansichtskarte

Im Spätmittelalter zunächst als Forstsiedlung entstanden, gewann der Ort zu Zeiten des Oberharzer Bergbaus (insbesondere des Silberbergbaus) an Bedeutung. Die ersten Siedler erreichten um 1520 Altenau über einen alten Hohlweg aus Richtung des Sösetals. 1525 schlossen sich Altenauer Bürger zu einer Schützengesellschaft zusammen. Eine Grube, die den Namen Altenau trug, wird 1532 erwähnt und war bis 1542 in Betrieb. Die erste Siedlungszelle des zum Fürstentum Grubenhagen gehörenden Ortes lag an der Rothenberger Straße (Nr. 10–12) in der Nähe der damaligen Eisenhütte und eine zweite Siedlungszelle auf dem oberen Teil der Oberstraße, wo ab 1540 Bergbau auf den Gruben des Schatzkammerganges betrieben wurde. Zunächst nur über schmale Fußwege miteinander verbunden, wuchsen die beiden Siedlungszellen über die Berg und Oberstraße zusammen. 1561 waren bereits die Gruben Schatzkammer, Güldene Schreibfeder und Rose in Betrieb. Zu dieser Zeit waren 20–30 Bergleute mit ihren Familien in den Gruben in Altenau beschäftigt. Die erste Bergfreiheit erhielt der Bergort 1554, die aber erst 1636 für gültig erklärt wurde. Die beiden Mahlmühlen, Ober- und Untermühlen werden 1568 erstmals genannt. Um 1580 wurde Altenau als Bergflecken bestehend aus 20 Häusern mit ca. 120 Einwohnern und Hüttenwerk genannt. Zwischen den beiden Siedlungen wurde 1588 auf einer Terrasse über der Okerschleife eine erste Kirche errichtet.
1594 erhielt Altenau, das damals 35 Häuser und 210 Einwohner zählte, die Richtbarkeit samt Stadtbuch durch den Herzog Wolfgang von Braunschweig-Grubenhagen. Erster Stadtrichter (Bürgermeister) war Simon Hensch. Zuvor unterstand der Ort den Oberförstern Barthold Gümpell und Zacharias Hennings zu Osterode. Das erste Pfarrhaus stammt von 1601 und ersetzt ein altes Zechenhaus, das um 1520 gebaut wurde. Eine bis dahin etwa 100 Jahre alte Mühle musste 1602 vom Gericht in Clausthal gepfändet und abgerissen werden, weil der Eigentümer, Hans von Hagen, das baufällige Gebäude aufgrund seiner Schulden nicht mehr unterhalten konnte. 1603 zählt Altenau bereits 50 Häuser und 350 Bewohner. 1606 ist das erste Rathaus zusammen mit der Silberhütte entstanden. Im selben Jahr gingen die Bergwerke an Christoph Sander d. J. über. Mit dem Tode Philipps II., des jüngsten Sohnes Philipps I., im Jahre 1596 starb die Linie Grubenhagen aus. Das Fürstentum Grubenhagen wurde daraufhin von Herzog Heinrich Julius aus Wolfenbüttel besetzt, womit Altenau nun im Gebiet von Braunschweig-Wolfenbüttel lag. Nachdem die Lüneburger Linie der Welfen gegen den Anschluss an Wolfenbüttel protestierten bekamen diese 1617 vor dem Reichskammergericht Recht. Herzog Friedrich Ulrich, musste das Grubenhagener Erbe an Christian den Älteren, Fürst von Lüneburg, übertragen. Am 30. Oktober 1617 wurde Altenau vom Herzog Christian zu Braunschweig-Lüneburg zur Stadt erhoben. 1618 wurden eine Vielzahl von Christoph Sander betriebenen Gruben an seine Gläubiger Pancratius Müller aus Astfeldt und Bernhard Fromknecht aus Goslar unterstellt und kamen somit unter die Aufsicht des Bergamtes Clausthals. 1620 zeigt ein Verzeichnis der Hausvorstände 56 Hauseigentümer und 14 Mieter auf. 1621 wurde eine Eisenhütte am Rothenberg eingerichtet, die Waffen und Eisenrohre herstellte. Im selben Jahr wurde erstmals eine Schützenordnung erlassen.

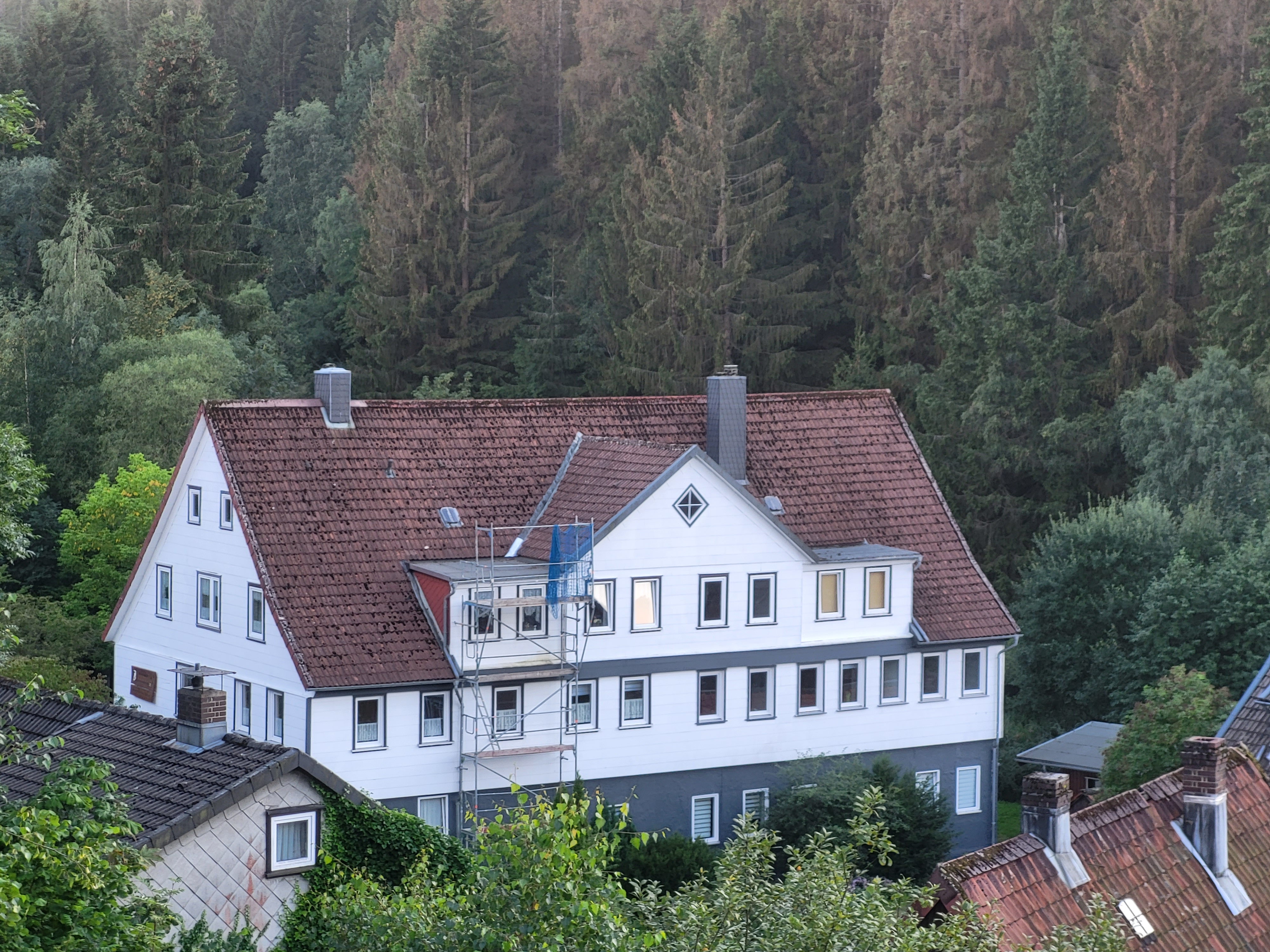
Ehemalige Mahlmühle in der Rothenberger Straße

Mit der Vergabe des Stadtrechts erhielt Altenau auch das Braurecht. Ein städtisches Brauhaus errichtete man 1622 unterhalb der Klippe. Als kommunale Einrichtung stand es unter der Leitung des Richters, dem Bürgermeister. Jeder Straßenzug erhielt einen separaten Brautag, an dem die Bürger beim städtischen Braumeister ihr Bier (Gose und Süßbier) brauen lassen konnten. Die Erlöse aus dem Verkauf des Bieres flossen in eine Bierakzise, die der Kirchengemeinde und der ab 1637 gegründeten Volksschule zugutekamen. Während des Dreißigjährigen Krieges erkaufte die Stadt Altenau teure Schutzbriefe. Allein im Jahr 1626 boten vier solcher Briefe der Bergstadt Schutz. Der Schutzbrief vom General Johann T’Serclaes von Tilly wurde Altenau am 30. März 1626 auf der Harzburg ausgestellt. Der Schutzbrief von Hauptmann Wolf zu Wildenstein kostete der Bergstadt 336 Gulden und wurde ihr am 15. März 1626 verbrieft. Weitere Schutzbriefe erhielt die junge Bergstadt von Generaloberst Wallenstein am 31. Mai 1626 und vom König Christian zu Dänemark am 11. Juni 1626. In einem Zeitraum von 1620 bis 1630 kam aufgrund des Krieges der Bergbau zum Erliegen, so dass zur Finanzierung der Schutzbriefe in dieser Zeit am Rothenberg eine Öl- und Mahlmühle, sowie ein Bohr- und Schleifwerk errichtet wurden. Auch existierte in Altenau zu dem Zeitpunkt eine Münzstätte am Marktplatz, die von Herzog Christian betrieben wurde, um die private Gruben von Müller und Fromknecht aufkaufen zu können. Die Münzstätte bestand von April bis Juni 1621 und produzierte unter dem Münzmeister Claus Oppermann insgesamt 4800 Reichstaler. 1630 wurden die Gruben wieder in Betrieb genommen.
Nach der Aufteilung des Fürstentums Grubenhagen kamen der Herzog August von Braunschweig und Wolfenbüttel, sein Statthalter Julius von Bülow, der Kanzler Dr. Goswin von Merkelbach und der Landdrost Heinrich von Dannenberg nach Clausthal um die Huldigung der Stadt einzuholen. Dem wohnten auch die Vertreter der Bergstadt Altenau bei, die ebenfalls den Huldigungseid leisteten, womit Altenau am 20. Mai 1636 durch den Herzog August von Braunschweig und Wolfenbüttel den Titel einer freien Bergstadt erhielt, wodurch die Bürger von bestimmten Steuern befreit waren und zusätzliche Rechte erhielten. Ein Jahr später bestätigte am 12. September 1637 Herzog Friedrich die Stadtrechte. 1638 sind sämtliche Gruben in Besitz der Stadt gelangt. 1639 wurden die Gruben Sankt Michel am Bruchberg und die Grube Sankt Nikolaus unterhalb der Kirche gemuthet. Den Bergbau stellte man in den Jahren 1645 bis 1647 ein, nahm jedoch Contributszahlungen für den Betrieb der Gruben vom Bergamt Clausthal für die entsprechenden Jahre entgegen, so dass Altenau von 1648 für vier Jahre lang Rückzahlungen leisten musste. Herzog Christian zu Braunschweig-Lüneburg bestätigte die Rechte der Bergstadt am 7. Juni 1649 erneut.
1651 bestand Altenau laut Stadtbuch am 28. Juni aus 74 Wohnhäusern und 500 Einwohner, die 173 Milchkühe und 15 Rinder hielten. Ab 1652 erhob man eine Stollensteuer, um die Gewerke weiter betreiben zu können. Im Jahr 1656 hielten 82 Haushalte mit 664 Personen 198 Kühe und 90 Rinder. 1669 baute man die heutige Sankt-Nikolai-Kirche, nachdem der Vorgängerbau baufällig und zu klein geworden ist. 1670 muthete man die Grube Wilde Fluth, deren Verlauf von der Altenauer Hütte bis zur Grenze ans Zellerfelder Gebiet reicht. Am 5. Juni 1671 bestätigte Herzog Johann Friedrich zu Braunschweig-Calenberg die Stadtrechte Altenaus erneut. Seit 1673 steht das damalige Rathaus der Bergstadt am Marktplatz. Im Verlauf der Stadterweiterung im 17. Jahrhundert wurde das Tal bebaut. Die ersten Siedler hatten es aufgrund der Hochwassergefahr durch die dort fließende Oker vermieden, dort zu bauen. Vor der Bebauung war das Tal mit Geröll bedeckt. Den Namen verdankt der Ort dem Bach „Alte Aue“ oder „Altenah“, der das am Lilierkopf anstehende Wasser aufnimmt und sich durch das Tischlertal fortsetzt. Etwas unterhalb des Parkplatzes im Tischlertal an der Landesstraße L 504 nimmt die Altenau das Wasser des Schneidwassers auf und durchfließt das Schultal, bis sie sich am Marktplatz mit der Oker vereinigt.

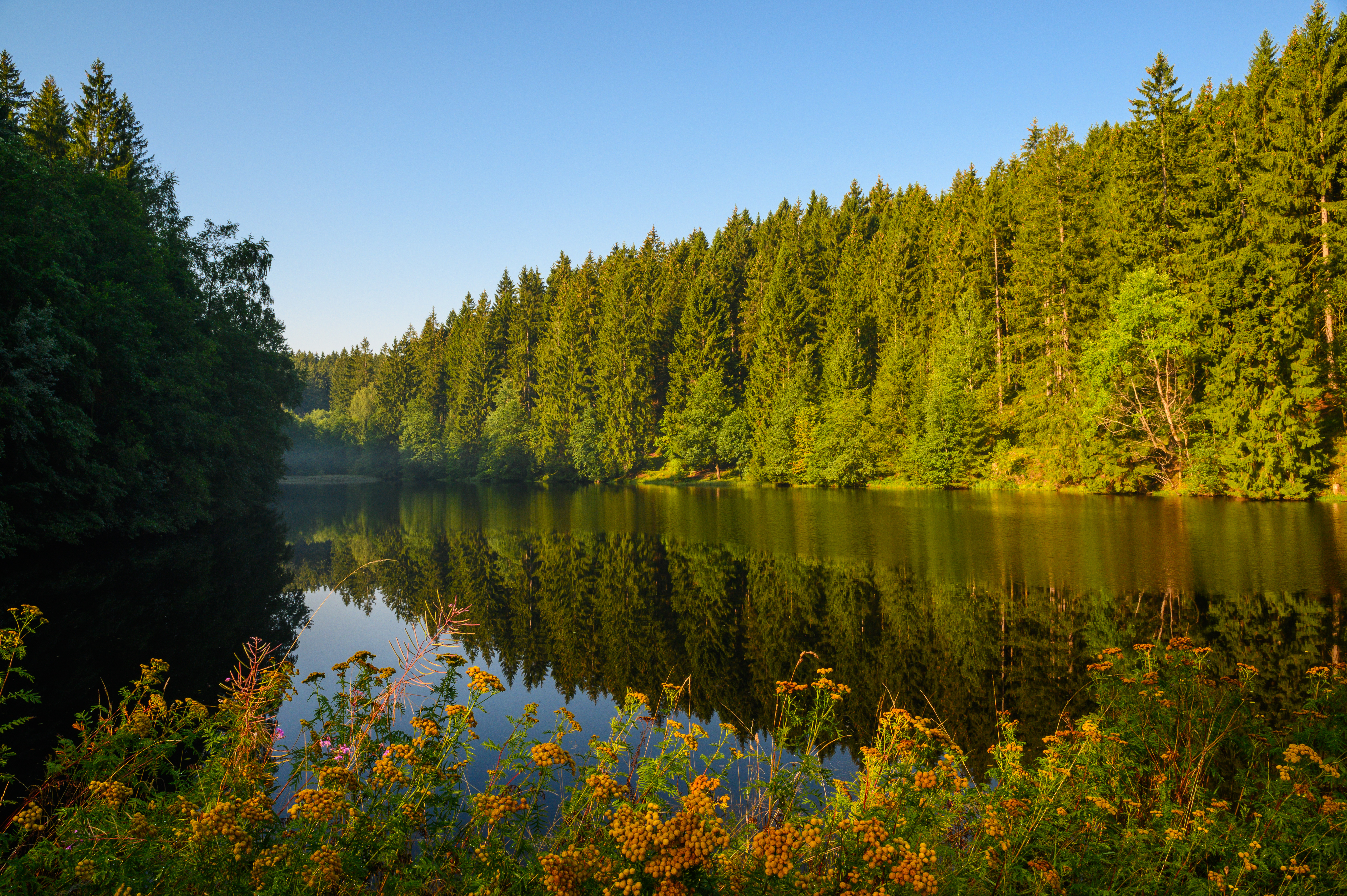
Hüttenteich

In der Mitte des 17. Jahrhunderts standen im Tal die Häuser am Brauhaus, am Mühlenberg (wo namensgebend eine Mühle stand), am Markt, in der Breiten Straße, sowie eine geschlossene Häuserreihe vor dem Schwarzenberg, zwischen Schneidwasser und Oker. Herzog Ernst August von Hannover bestätigte am 26. Dezember 1680 Altenaus Rechte. 1686 wurde die Bebauung der Marktstraße abgeschlossen, es wurden keine neuen Bauplätze mehr in dieser Straße vergeben. Zu einem Streit zwischen den Bergstädten Sankt Andreasberg und Altenau kam es beim Schützenhof 1688 in Sankt Andreasberg. Es konnte zunächst nicht geklärt werden, welche der beiden Städte das Recht aufs Vorschießen hat. Der Streit musste beim Berghauptmann in Ditfurt gerichtlich geklärt werden, wobei Sankt Andreasberg mit Gründung vor 1500 als Gewinner hervorging, da Altenau erst nach 1500 gegründet wurde. Ein Neubau der während des Dreißigjährigen Krieges stillgelegten Silberhütte erfolgte 1691. Von 1692 gehörte Altenau zu Kurhannover. Im Jahr 1697 wurde der Schatzkammer Gang von Richter und Rat der Bergstadt Altenau auf Drängen des Berghauptmannes von Busche wieder aufgenommen. Busche drohte allenfalls mit der Entziehung der Bergfreiheiten, wenn nicht alsbald wieder Bergbau betrieben werde. Somit begann der wichtigste Abschnitt des Altenauer Bergbaus, der folglich aufblühte, so dass man bald 20 Gewerke in Betrieb nahm. Darunter die Gruben auf dem Schultaler, dem Kirchberger und dem Schatzkammergang. Weitere Gruben befanden sich am Rand des Altenauer Bergbaubezirk auf dem Burgstätter Gangzug und dem Bockswieser Gangzug. Man findet in Altenau heute noch an vielen Stellen Zeugen des einstigen Bergbaus in alten Gruben und Schächten sowie Pingen und Halden. 1699 war die Bebauung der Breite Straße in ihrer heutigen Form fertig gestellt. Kurfürst Georg Ludwig erkannte am 9. Mai 1708 abermals die Stadtrechte an. Zur Versorgung der Altenauer Gruben und Hüttenanlagen entstand 1711 der Hüttenteich und 1714 der Kleine Okerteich. Weiterhin versorgten 1750 insgesamt 14 Köhler die Hütten zu Altenau.
Mit der Fertigstellung des Sperberhaier Dammes 1734 konnten mit dem Großen und Kleinen Gerlachsbach ergiebigere Gewässer östlich von Clausthal erschlossen werden. In den folgenden Jahrzehnten wurde der Dammgraben, welcher das Wasser zu den Clausthaler Bergwerken umleitete, immer weiter in Richtung Osten verlängert: Die erste Verlängerung erfolgt 1736 bis zur Kleinen Oker, bis 1774 hatte man die Wiege des Dammgrabens erreicht. Dies hatte zur Folge, dass den ohnehin nicht so ergiebigen Bergwerken in Altenau deutlich weniger Aufschlagwasser zur Verfügung stand und dürfte mit dazu beigetragen haben, dass der Altenauer Bergbau ab den 1740er Jahren kontinuierlich abnahm. Daraus resultierten Abwanderungen aus Altenau, so dass die Einwohnerzahl ab 1740 von 1488 Einwohnern auf 1007 im Jahr 1780 abnahm.
Eine Pochknabenschule wurde 1768 auf Bestreben des Pastor Ritters gegründet. Im Dezember 1777 übernachtete Goethe auf dem Weg zum Brocken in der Stadt. Mit der Grube Georg der Dritte schloss 1789 das letzte Bergwerk in Altenau. 1794 wurde eine Eisenhütte unterhalb der Silberhütte errichtet, was einen erneuten wirtschaftlichen Aufschwung für die Bergstadt bedeutete.

### 1800–1950

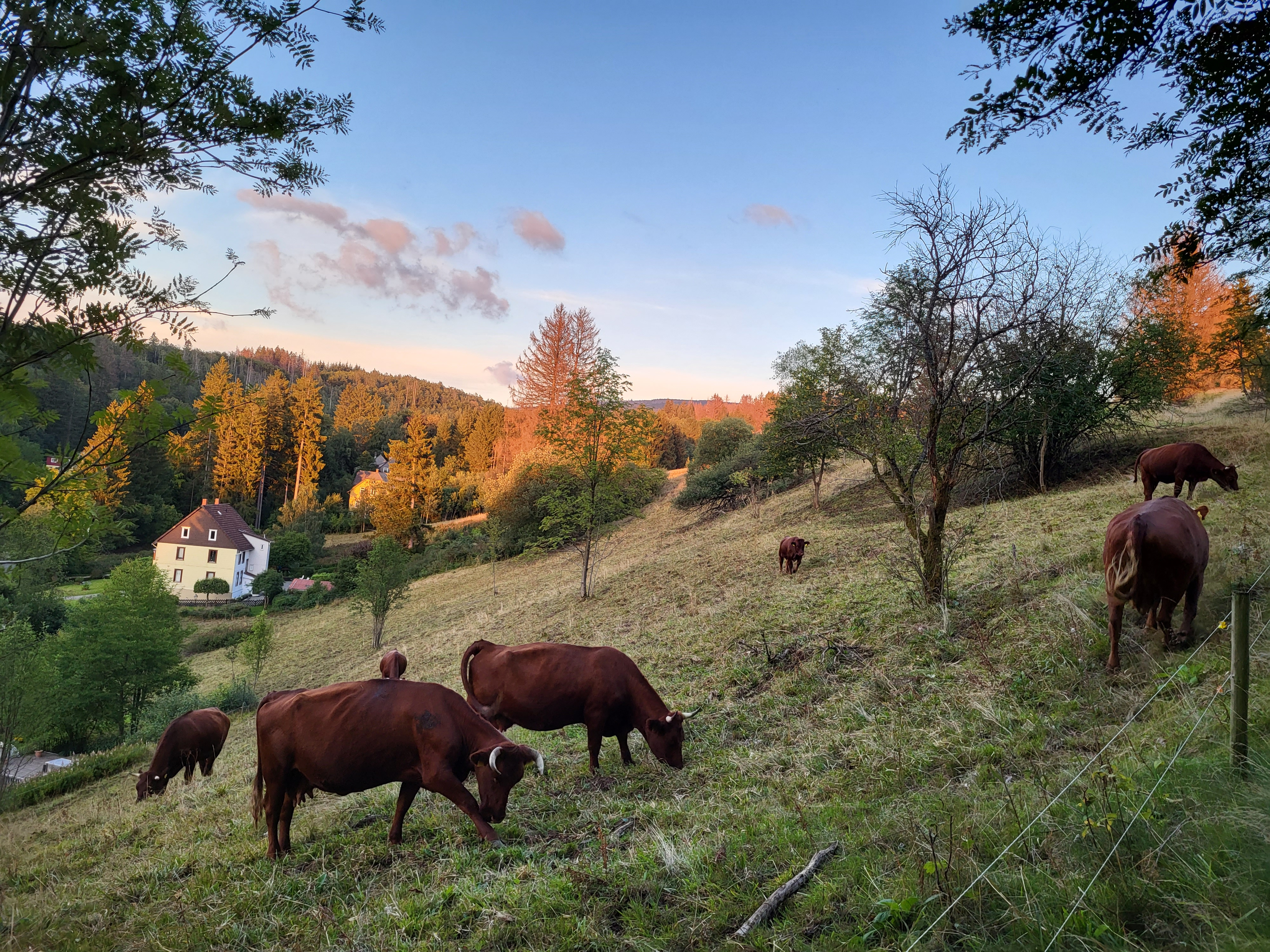
Wiese am Mühlenberg

Während der französischen Besatzung von 1806 bis 1813 gehörte die Bergstadt innerhalb des Departement des Harzes zum Königreich Westphalen. 1813 zählt Altenau 1174 Einwohner und 165 Häuser. Hüttenarbeiter Altenaus gründeten 1837 ein Hornistencorps. Eine Blaskapelle der Waldarbeiter stellten dagegen die 1847 gegründeten Janitscharen dar. Die Stadt entwickelte sich weiter, so dass in der Breiten Straße oberhalb des Rathauses 1841 eine neue Schule gebaut wurde. Der örtliche Maurermeister Beermann errichtete 1850 unterhalb der Eisenhütte eine Zementfabrik, ab 1863 wurde diese als Holzmehlfabrikationsstätte genutzt. 1866 wurde der Ort Preußen zugehörig. Für das Jahr 1867 werden 2210 Einwohner gezählt, die in 575 Haushalten leben, die sich auf 188 Wohnhäuser verteilen. Pro Haus leben im Schnitt 10 Personen. Aufgrund von Unrentabilität schloss 1871 die Eisenhütte und 1911 die Silberhütte. 1872 errichtete der Tischlermeister Mügge eine Kurbadeanstalt, die später zum Mehrzweckgebäude Altenauer Hof mit Hotelbetrieb, Rathaus, Kurverwaltung und Polizeistation wurde. Die Auflösung der Pochknabenschule erfolgte 1877, als die Beschäftigung von Kindern in der Erzaufbereitung verboten wurde und die Kinder nun die Volksschule besuchen mussten. Ab 1885 war die Stadt Teil des Landkreises Zellerfeld. Die meisten Bewohner Altenaus lebten hauptberuflich vom Bergbau, der Forstwirtschaft und dem Hüttenwesen. Sie hielten nebenbei aber auch bescheidene Vieh- und Milchwirtschaft, so dass praktisch jeder Haushalt in der Stadt drei bis vier Kühe, Schweine und Geflügel hielt. Geweidet wurde das Vieh auf städtischen Weiden im Umland von Altenau. Für 1886 sind 314 Kühe und 69 Pferde vermerkt, deren Zahl jedoch abnahm, so dass 19 Jahre später 239 Kühe und 89 Pferde gezählt wurden. Auch setzte ein bescheidener Tourismus ein. Für 1895 werden 581 Haushalte genannt, die sich auf 216 Häuser verteilen. 1914 erhielt Altenau mit dem Bahnhof Anschluss an die Innerstetalbahn. Bis zum Ende des Ersten Weltkrieges befand sich in Altenau ein Offizierskriegsgefangenenlager sowie ein Flüchtlingsheim des Deutschen Roten Kreuzes. Ab den 1920er Jahren setzte man verstärkt auf den ganzjährigen Fremdenverkehr; Pensionen und Hotels entstanden mit dem passenden Angebot in der ganzen Stadt, die 1927 über 5761 Besucher zählen konnte, womit sich die Besucherzahlen gegenüber 1913 verdoppelt haben. Trotzdem blieb für viele Altenauer die wirtschaftliche Situation schlecht. Bei den Reichstagswahlen am 5. März 1933 erhielt die NSDAP in Altenau 716 von insgesamt 1338 abgegebenen Stimmen. Auch bei den Kommunalwahlen im selben Jahr wurde die NSDAP mit acht Sitzen stärkste Kraft im Stadtrat, was zur Folge hatte, dass der Stadtrat auf einer Sitzung am 27. April 1933 einstimmig die Umbenennung der Straßen Kleine Oker in Franz-Seldte-Straße und Breite Straße in Adolf-Hitler-Straße beschloss. Weiterhin wurde Hitler, wie vielerorts damals üblich, Ehrenbürger. Baulich betrachtet, wurden zwischen den beiden Kriegen 80 neue Gebäude errichtet. Für das Jahr 1938 konnte Altenau 125.729 Übernachtungen in rund 1100 Gästebetten vorweisen. Durch die Einberufung von Wehrpflichtigen sank ab 1939 die Einwohnerzahl Altenaus ab. Während des Zweiten Weltkrieges befand sich das Arbeitskommando 3302 „Am Grassstieg“, in dem ab 1942 zwischen 12 und 50 Zwangsarbeiter als Arbeitskräfte im Forstamt Altenau eingesetzt wurden. Weitere Lager im Gebiet Altenaus befanden sich auf dem Gelände der ehemaligen Eisenhütte, auf Torfhaus, an der Oker- und Eckertalsperre und Unterschulenberg, wo die Häftlinge zum Bau der Talsperren eingesetzt wurden, wodurch die Einwohnerzahl wieder über 2000 steigt. Auch existierten ein Müttererholungslager (Hotel Waldgarten) sowie ein NSV-Jugendlager, in dem auch Loki Schmidt Teile ihrer Kindheit von 1944 bis zum Kriegsende verbrachte.
Am 29. März 1945 starben 10 Zivilisten bei einem alliierten Luftangriff auf die Bergstadt. Am Freitag, den 13. April 1945 wurde Altenau von amerikanischen Truppen eingenommen. Dabei kam es zu kleineren Gefechten zwischen Deutschen und Alliierten.
Nach dem Krieg war die Stadt Zufluchtsort von über 800 Flüchtlingen sowie Heimatlosen und befand sich in der britischen Besatzungszone. Anfang der 1950er Jahre wurden Wohngebäude an der Silberhütte und an der Rose gebaut, um die vielen Neubürger beherbergen zu können. Nach der Währungsreform begann sich der Fremdenverkehr wieder zu erholen. Insbesondere Werktätige und Schüler aus den Großstädten Hannover und Braunschweig kamen zur Erholung nach Altenau. Es entstanden das Panther Erholungsheim (ab 1950er Jahren VW Erholungsheim) am Hüttenteich, das Polizeiheim Hannover an der Schwefelquelle, das Polizeiheim Braunschweig im Schultal und das Tempoheim (ab den 1960er Jahren Hotel Sachsenross) in der Kleinen Oker. Weiterhin gab es das Kurheim der Stadt Hannover in der Großen Oker, das Schullandheim der Stadt Braunschweig in der Oberstraße und das Müttererholungsheim Annenhöh (heute AWO Kurklinik). Daher konnte 1948 schon 24.520 Übernachtungen und 1950 insgesamt 94.527 Übernachtungen gezählt werden konnten.

### 1950 bis heute

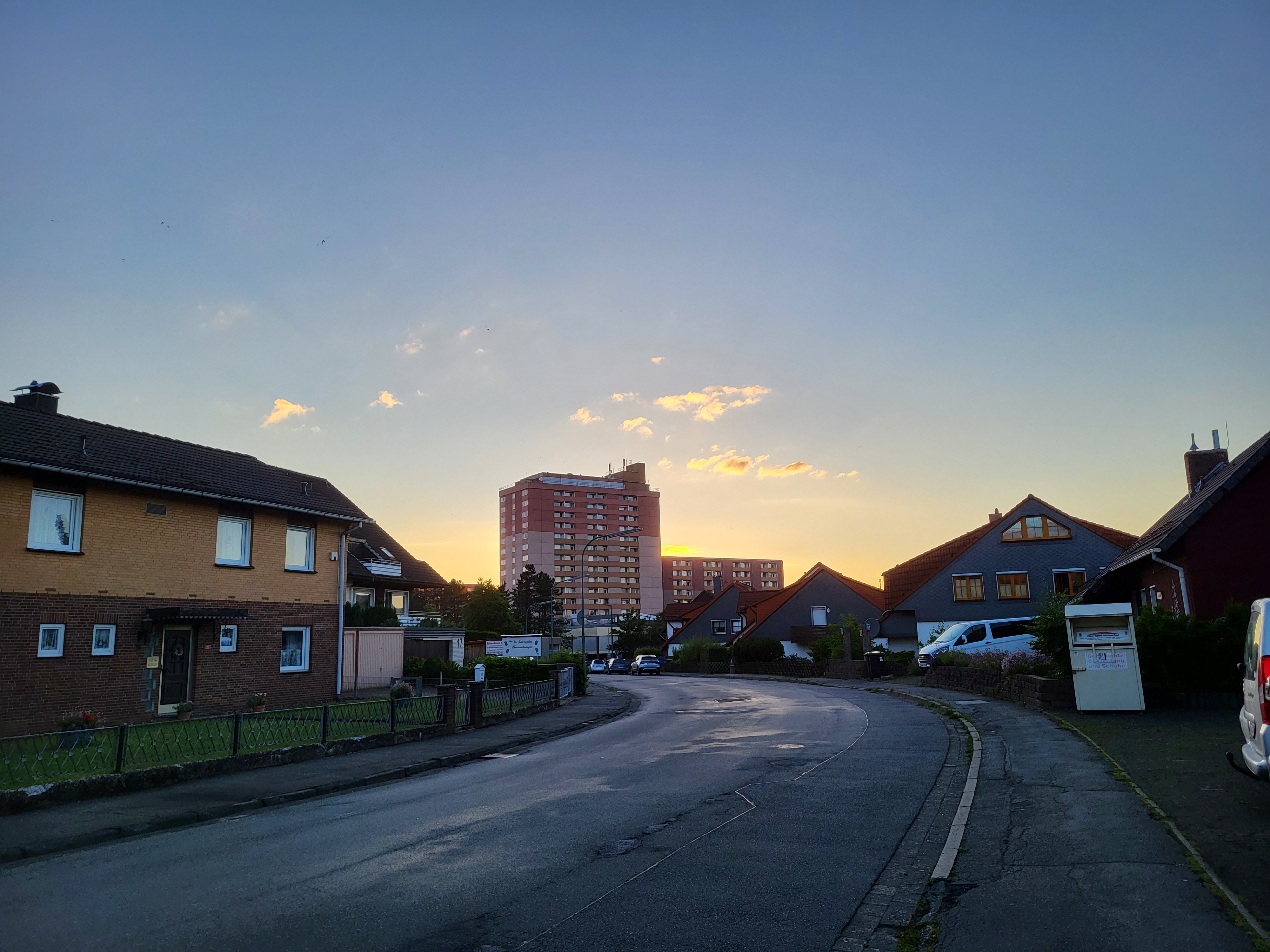
Glockenbergweg Altenau

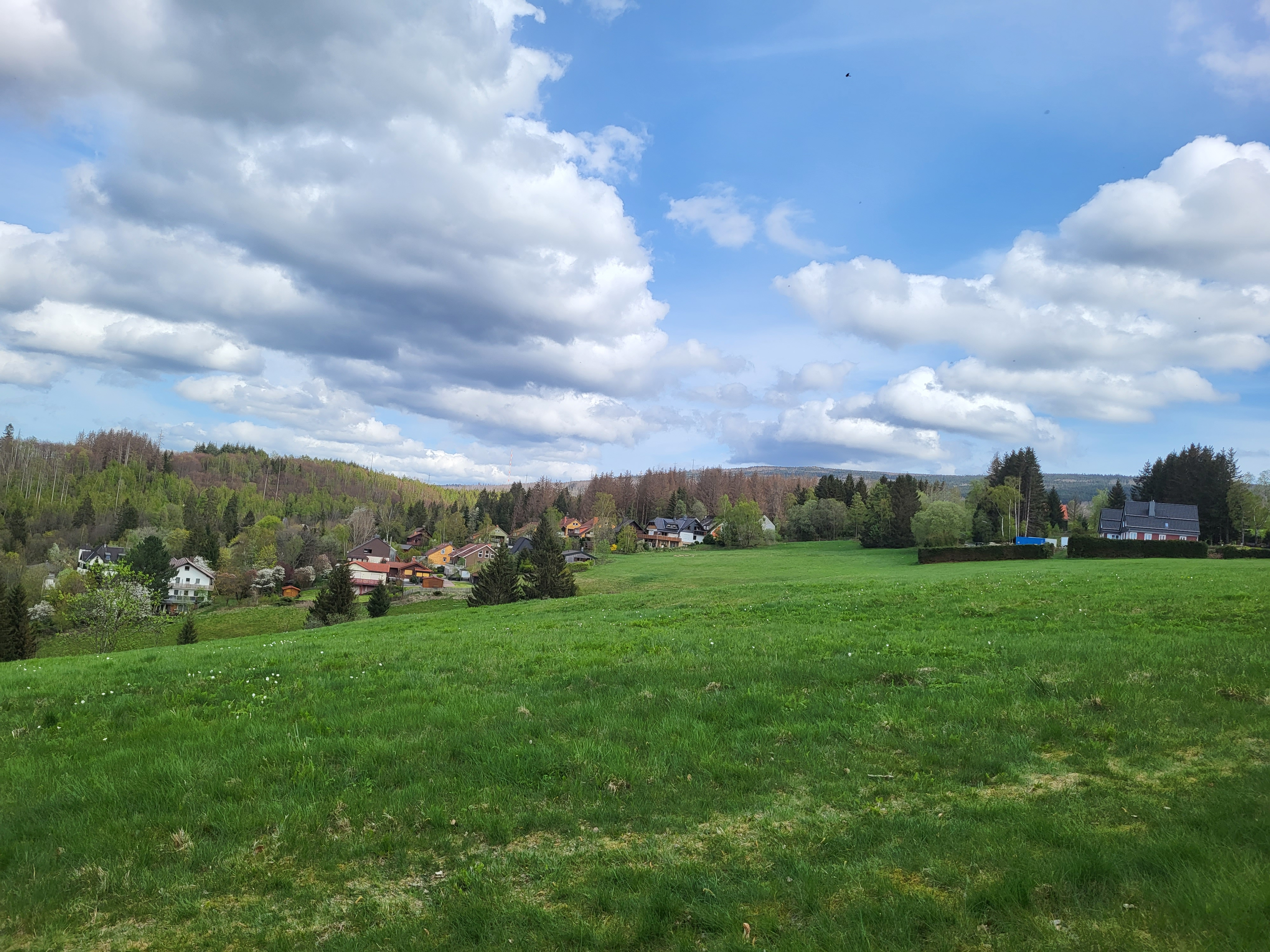
Wohngebiet Kleine Oker

Anfang der 1950er Jahre wurde der Landkreis Zellerfeld in das Förderprogramm für Kommunen im Zonenrandgebiet aufgenommenen. Durch das damit zur Verfügung stehende Geld begann man damit, die Stadt wieder touristisch aufzubauen. Park und Grünanlagen wurden neu errichtet und die Infrastruktur optimiert. Wesentlich dazu beigetragen hat der 1953 gegründete Verkehrsverein. 1956 errichtete die Stadt in der Oberstraße das erste Feuerwehrhaus, das ein zu kleines Spritzenhaus auf dem Gelände der Brauerei ablöste. 1957 eröffnete die neue Schule in der Rothenberger Straße. Erste Beratungen für den Bau eines Ferienparks auf dem bis dahin unbebauten Glockenberg fanden am 4. Juni 1968 statt und sollten eine Antwort auf den steigenden Bedarf an Ferienwohnungen in der Stadt stellen. Altenau konnte zu diesem Zeitpunkt über 428.121 Übernachtungen aufgeteilt auf 3.000 Gästebetten verbuchen 1970–1972 ließ die Engelhardt-Gruppe aus Hannover für 100 Millionen DM den Ferienpark Glockenberg durch die Frankfurter Firma Philipp Holzmann errichten. Hierfür wurde eigens ein Wohnlager für rund 100 jugoslawische Bauarbeiter eingerichtet, das bis zum März 1972 bestand. Baubeginn war am 1. April 1970 bei 80 Zentimeter Schneelage und die Grundsteinlegung erfolgte am 28. Oktober desselben Jahres. Der Ferienpark umfasst neun Hochhäuser mit bis zu 14 Stockwerken, in denen sich über 1200 Wohnungen und verschiedene Einzelhandelsgeschäfte befinden. Neben den Hochhäusern errichtete man auch weitere Ringstraßen mit Wohngebäuden sowie ein Wellenbad, eine Eissporthalle und einen Kindergarten auf dem Glockenberg. Bereits ein Jahr nach der Eröffnung 1973 konnten schon etwa 900 der 1200 Appartements vermittelt werden. Die Übernachtungszahlen beliefen sich auf 558.000 Übernachtungen, verteilt auf 5400 Fremdenbetten. Pläne zur Errichtung einer Seilbahn mit Skigebiet vom Mühlenberg auf den Bruchberg wurden aus Gründen des Naturschutzes nicht umgesetzt. Am 10. Februar 1972 erhielt die Stadt vom Hildesheimer Regierungspräsidenten die Anerkennung zum Heilklimatischen Kurort. Im selben Jahr wurde Altenau Teil der Samtgemeinde Oberharz. 1976 verkehrte ein letzter Zug auf der Innerstetalbahn, die Strecke wurde anschließend demontiert. 1979 nahm man das heutige Feuerwehrhaus in der Großen Oker in Betrieb, nachdem seit der Anschaffung einer Drehleiter der Platz im alten Feuerwehrhaus in der Oberstraße nicht mehr ausreichte. Bis in die 1980er Jahre entstand das Wohnviertel im Tal der Kleinen Oker, das von alten Kurvillen der 1920er Jahre, aber auch von modernen Gebäuden der 1970er und 1980er Jahre geprägt wird. Es erstreckt sich über die Straße Kleine Oker, den Bergmannsstieg und die Straße „Am Kunstberg“

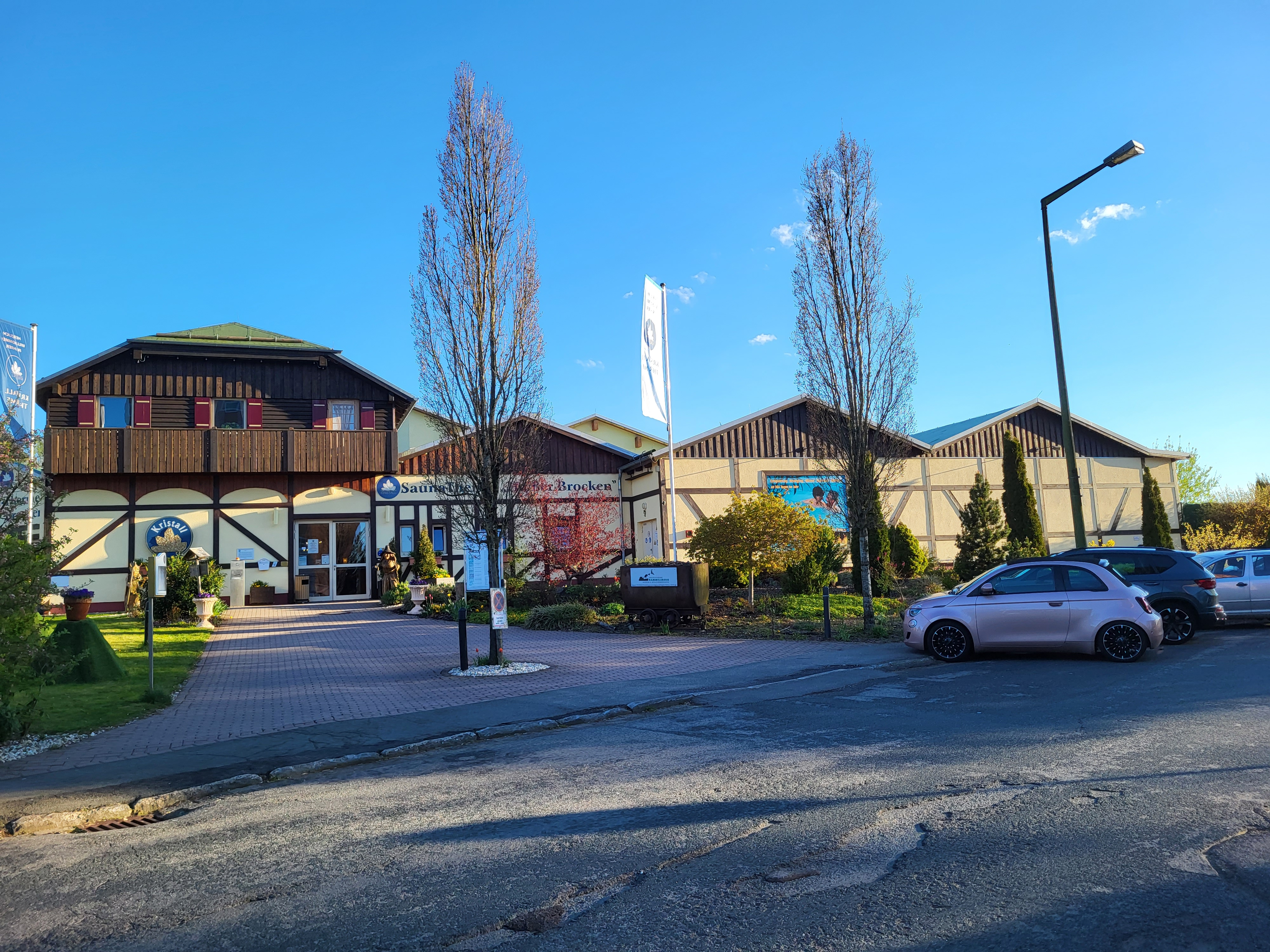
Kristall-Saunatherme Heißer Brocken auf dem Glockenberg in Altenau

Heute ist Altenau durch den Tourismus bekannt, bedingt durch seine Lage inmitten des Harzes und seine Angebote an Freizeitmöglichkeiten, wie zahlreichen Wanderwegen, Loipen und Seen, die im Sommer zum Schwimmen einladen. Der Fremdenverkehr begann mit der Fortführung der Innerstetalbahn nach Altenau im Jahre 1913. Von 1914 bis 1970 stiegen die Zahlen der Kurgäste und der Übernachtungen beständig an; davon entfielen 30 Prozent auf Kurhäuser und 70 Prozent auf Privatvermieter. Seit Anfang der 1990er Jahre leidet die Region Westharz unter dem Rückgang der Touristenzahlen, der vielfältige Ursachen hat. 1992 wurde der Altenauer Hof abgerissen und anstelle dessen für 13 Millionen DM bis 1995 ein Kurgastzentrum errichtet. Sehr hohe Kosten entstanden der Samtgemeinde Oberharz jedes Jahr durch den Betrieb des Gebäudekomplexes Aqua-Polaris, bestehend aus Wellenschwimmbad und Eissporthalle, der in den 1970er Jahren erbaut und an die hohen Touristenzahlen der 1970er und 1980er Jahre angepasst war. Er wich im März 2007 dem Neubau der Thermen- und Saunalandschaft Kristall Heißer Brocken, der rund 8,6 Millionen Euro gekostet hat. 2009 wurde die Grundschule Altenau geschlossen.
Am 1. Januar 2015 wurde die Samtgemeinde Oberharz sowie die ihr angehörenden Gemeinden Bergstadt Altenau, Bergstadt Clausthal-Zellerfeld, Bergstadt Wildemann und Schulenberg im Oberharz aufgrund eines Konsolidierungsvertrages mit dem Land Niedersachsen aufgelöst und aus den bisher selbständigen Gemeinden die neue Berg- und Universitätsstadt Clausthal-Zellerfeld gebildet. Zuvor hatten sich in einer Bürgerbefragung 62 Prozent der abstimmenden Altenauer dagegen ausgesprochen; das Ergebnis war jedoch für den Rat – gemäß einer Klausel in der Satzung – nicht bindend. Seitdem bilden die bisherige Bergstadt Altenau und die bisherige Gemeinde Schulenberg im Oberharz die gemeinsame Ortschaft Bergstadt Altenau-Schulenberg im Oberharz mit einem Ortsrat.

### Ereignisse
Im Mai 1584 ereignete sich im Bereich Altenaus und der Wolfswarte ein Waldbrand, der nur mit Hilfe auswärtiger Löschmannschaften gelöscht werden konnte. Ein heftiges Unwetter ereignete sich in der Nacht vom 4. August 1678 zum 5. August 1678, wobei mehrere Menschen und Tiere zu Tode kamen.
Aufgrund der Lage Altenaus an der Oker besteht seit jeher Hochwassergefahr. Ein erstes Hochwasser wurde am 18. Dezember 1729 verzeichnet, ein weiteres ereignete sich am 20. Dezember 1740. Ebenfalls 1740 brannten das Stuffpochwerk und ein Kohleschuppen der Silberhütte. Drei Gebäude in der Bergstraße fielen einem Brand am 3. November 1758 sowie 1771 drei Häuser an der Schützenklippe zu Opfer. 1776 brannten acht Häuser und 1778 ein Haus auf der Oberstraße. In den 1780er Jahren kam es im Harz zu einer Wurmtrocknis, der viele Fichten zum Opfer fielen, darunter auch im Altenauer Bereich. Am 6. Juli 1794 zerstörte ein Feuer in der Breiten Straße 29 Gebäude. Im Verlauf des Siebenjährigen Krieges kam es in der Nacht vom 20. Oktober auf den 21. Oktober 1761 zu einem Raubüberfall einer französischen Patrouille auf das Altenauer Hüttenhaus. Auch von 1807 bis 1899 wurde die Bergstadt von Brandkatastrophen nicht verschont. So brannten in Folge von Blitzschlag 1807 in der Straße „Am Schwarzenberg“ drei Häuser ab. 1810 ein Haus in der Bergstraße und eines an der Silberhütte, 1839 brannten zwei Häuser in der Marktstraße und 1884 vier Häuser auf der Oberstraße.
Zu einer Kollision zweier Züge kam es am 18. September 1950 im Bahnhof Altenau. Dabei rollte ein Bauzug aus Richtung Clausthal-Zellerfeld kommend aufgrund defekter Bremsen bergab nach Altenau und stieß mit einem im Bahnhof stehenden  Personenzug, der nur mit Dienstpersonal besetzt war, zusammen. Der Unfall forderte ein Todesopfer und mehrere Schwerverletzte.
Am 25. Juni 1953 wurde Altenau von einem Hochwasser der Oker heimgesucht, welches das Waldschwimmbad Okerteich und weitere Gebäude beschädigte. 98 Millimeter Regen fielen innerhalb von zwei Stunden. Im Niederschlagsgebiet Altenaus insgesamt 6 Millionen m3. 1970 löste sich eine Schneelawine am Rothenberg und begrub zwei Menschen unter sich. 1974 bis 1976 kam es zu einer Reihe Brandstiftungen in Altenau. Dabei brannte auch das Sägewerk in der Rothenberger Straße. Bei der eintretenden Schneeschmelze am 22. Februar 2010 wurde die Innenstadt von Altenau überflutet und Gebäude durch das durchfließende Eis der Oker beschädigt. Ein weiteres Hochwasser ereignete sich im Juli 2017, als das Schneidwasser im Bereich der Brücke zum Kräuterpark und die Oker im Bereich der Hüttenstraße über die Ufer traten. Es mussten ein Hotel und ein Wohngebäude evakuiert sowie die Holzbrücke zum Kräuterpark abgerissen werden.

### Ortsname
Frühere Ortsnamen von Altenau waren in den Jahren 1298 Altena, 1311 Altena, im 16. Jahrhundert altena, 1542 Altenau, 1587 Altenaw, 1677 Altenau und 1679 Altenauer Weg. Der Name Altenaus tritt 1298 auf, als der Ritter Burchard von Wildenstein dem Bürger Burchhard Ehrhaftig zu Goslar eine casam que Altena dicitur zum Lehen übergab. Die Herkunft von Altena bezieht sich dabei im Stamm a, althochdeutsch aha, acha, ach auf das Wort Wasser. Bereits im Gotischen lautet es ahva und ist desselben Ursprungs die das lateinische aqua. Der erste Teil des Namens Altenau verweist auf das gotische alan, was aufwachsen bedeutet und wiederum mit dem lateinischen alere (großziehen) verwandt ist. Zusammengenommen bezeichnen die beiden Wortteile Altenaus daher einen Fluss, der durch Zuflüsse verstärkt wird. So wird dem Bach Altena, von der Wolfswarte kommend, durch die Kleine Altena, das Lilierwasser und andere Nebenbäche, beträchtliche Wassermengen zugeführt.

### Einwohnerentwicklung
Die Geschlechter verteilen sich auf 808 männliche und 813 weibliche Bewohner (Stand 2023).
In Altenau gibt es rund 1100 Zweitwohnsitze.
| Jahr | Einwohner | Quelle |
| ---- | --------- | ------ |
| 1540 | 45        | [ 92 ] |
| 1560 | 70        | [ 92 ] |
| 1580 | 0120      | [ 26 ] |
| 1594 | 0210      | [ 26 ] |
| 1603 | 0350      | [ 26 ] |
| 1620 | 0420      | [ 26 ] |
| 1651 | 0500      | [ 24 ] |
| 1656 | 0664      |        |
| 1688 | 0924      | [ 44 ] |
| 1698 | 0930      | [ 44 ] |
| 1740 | 1488      | [ 44 ] |
| 1750 | 1317      | [ 44 ] |
| 1770 | 1156      | [ 44 ] |
| 1780 | 1106      | [ 44 ] |
| 1786 | 1007      | [ 44 ] |
| 1791 | 1060      | [ 44 ] |
| 1812 | 1184      | [ 44 ] |
| 1821 | 1244      |        |
| 1830 | 1609      |        |
| 1835 | 1649      |        |
| 1848 | 1963      |        |

| Jahr | Einwohner | Quelle |
| ---- | --------- | ------ |
| 1852 | 1910      |        |
| 1861 | 2089      |        |
| 1871 | 2179      |        |
| 1875 | 2039      |        |
| 1885 | 2145      |        |
| 1890 | 2146      | [ 93 ] |
| 1895 | 2162      | [ 94 ] |
| 1905 | 2091      |        |
| 1910 | 1823      | [ 95 ] |
| 1916 | 1675      | [ 96 ] |
| 1917 | 1437      | [ 96 ] |
| 1925 | 1903      | [ 93 ] |
| 1933 | 1947      | [ 93 ] |
| 1935 | 1899      | [ 97 ] |
| 1937 | 1747      | [ 57 ] |
| 1940 | 2088      | [ 59 ] |
| 1946 | 2744      |        |
| 1950 | 2697      | [ 98 ] |

| Jahr | Einwohner | Quelle  |
| ---- | --------- | ------- |
| 1956 | 2434      | [ 98 ]  |
| 1961 | 2304      |         |
| 1968 | 2209      |         |
| 1970 | 2250      |         |
| 1973 | 2322      | [ 99 ]  |
| 1975 | 2500      | [ 100 ] |
| 1980 | 2522      | [ 100 ] |
| 1985 | 2541      | [ 100 ] |
| 1990 | 2405      | [ 100 ] |
| 1995 | 2287      | [ 100 ] |
| 2000 | 2146      | [ 100 ] |
| 2005 | 1980      | [ 100 ] |
| 2010 | 1789      | [ 100 ] |
| 2011 | 1615      | [ 101 ] |
| 2012 | 1648      | [ 101 ] |
| 2013 | 1643      | [ 101 ] |
| 2014 | 1626      | [ 1 ]   |
| 2015 | 1601      | [ 101 ] |
| 2016 | 1587      | [ 101 ] |
| 2017 | 1538      | [ 101 ] |
| 2018 | 1559      | [ 101 ] |
| 2019 | 1576      | [ 101 ] |
| 2020 | 1601      | [ 102 ] |
| 2021 | 1562      |         |
| 2022 | 1616      |         |
| 2023 | 1621      | [ 2 ]   |

## Religion

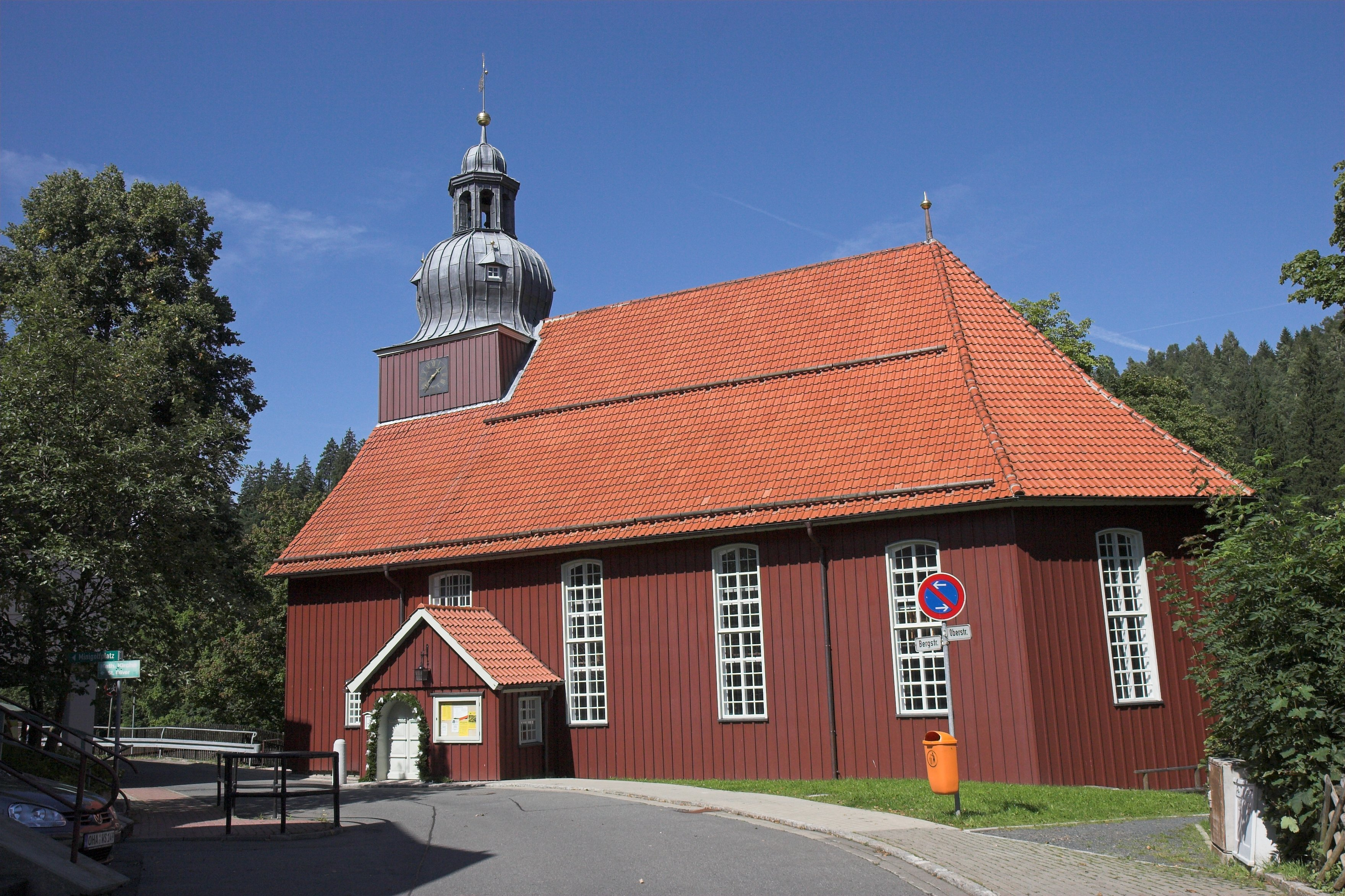
St.-Nikolai-Kirche

Die evangelische Mehrheit der Bevölkerung ist in der Gemeinde St. Nikolai organisiert, deren Mittelpunkt die 1669 errichtete St.-Nikolai-Kirche im Zentrum Altenaus ist. Die Kirchengemeinde gehört heute zum Kirchenkreis Harzer Land, zu ihr gehört auch die St.-Petrus-Kapelle in Schulenberg.
Auf dem Glockenberg befindet sich die katholische St.-Oliver-Kirche aus dem Jahr 1979. Sie wurde im Juni 2025 profaniert. Heute gehören die Katholiken in Altenau zur Pfarrgemeinde St. Nikolaus in Clausthal-Zellerfeld.

## Politik

### Ortsrat (vor 2015 Stadtrat)
Seit der Eingemeindung bildet der Ortsteil Altenau zusammen mit Schulenberg im Oberharz die Ortschaft Bergstadt Altenau-Schulenberg im Oberharz mit einem gemeinsamen Ortsrat. Dieser wurde am 26. April 2015 erstmals gewählt.
| Kommunalwahl       | SPD         | CDU         | Einzelbewerber Trenke | FDP        | Gesamt   |
| ------------------ | ----------- | ----------- | --------------------- | ---------- | -------- |
| 11. September 2016 | 8 (72,67 %) | 2 (21,76 %) | 1 (3,89 %)            | – (1,66 %) | 11 Sitze |
| 11. September 2011 | 6 (54,77 %) | 5 (45,23 %) | –                     | –          | 11 Sitze |
| 10. September 2006 | 7 (54,16 %) | 6 (45,84 %) | –                     | –          | 13 Sitze |

### Ortsbürgermeister

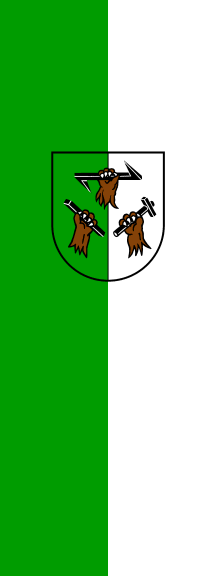
Banner der ehemals freien Bergstadt Altenau

Der Ortsbürgermeister ist Alexander Ehrenberg (SPD).
Ehemalige Bürgermeister
Bis 1853 Stadtrichter
- 1594 S. Hensch (Stadtrichter)[103]
- 1618 C.Hensch (Stadtrichter)[104]
- 1635 C.Hensch (Stadtrichter)[105]
- 1638 Hansen (Stadtrichter)[106]
- 1651 Hansen (Stadtrichter)[107]
- 1688 Hindreich (Hintrich), Stadtrichter[108]
- 1693 Hintrich (Stadtrichter)[109]
- 1716 Stock (Stadtrichter)[110]
- 1763 Sandhagen (Stadtrichter)[111]
- 1779 Calvör (Stadtrichter)[112]
- 1782 Calvör (Stadtrichter)
- 1796 nicht besetzt
- 1801 Cramer von Clausbruch (Stadtrichter)[113]
- 1808 Breitkopf (Stadtrichter)[114]
- 1816 Kast (Bergamts Assesor, Stadtrichter)
- 1843 Friedrich Adolph Roemer (Bergamts Assesor, Stadtrichter)
- 1851 Hunäus (Bergamts Assesor, Stadtrichter)[115]
- 1853 Quensell[116]
- 1856 Tolle[117]
- 1878 Rössing[117]
- 1879 Jordan[117]
- 1890 Hodann[117]
- 1894 Aderhold[117]
- 1896 König[117]
- 1904 Schmidt[117]
- 1908 Johann Ernst Robert Engel[117]
- 1913 Engel[118]
- 1915 Sitte[119]
- 1918 Unbesetzt[120]
- 1919 Böttcher[121]
- 1931 August Breyel[122]
- 1946–1948 Tosch[123]
- 1948–1953 Heins[123]
- 1950 Heins (Bürgermeister), Breyel (Stadtdirektor)[124]
- 1953–1956 Knappe[123]
- 1956–1971 Förster[123]
- 1971–1976 Biegholdt[123]
- 1976–1981 Loikkasek[123]
- 1981–1986 Biegholdt[123]
- 1986–1991 Schierloh[123]
- 1991–2005 Gerhard Lindemann
- seit 2005 Alexander Ehrenberg

### Wappen

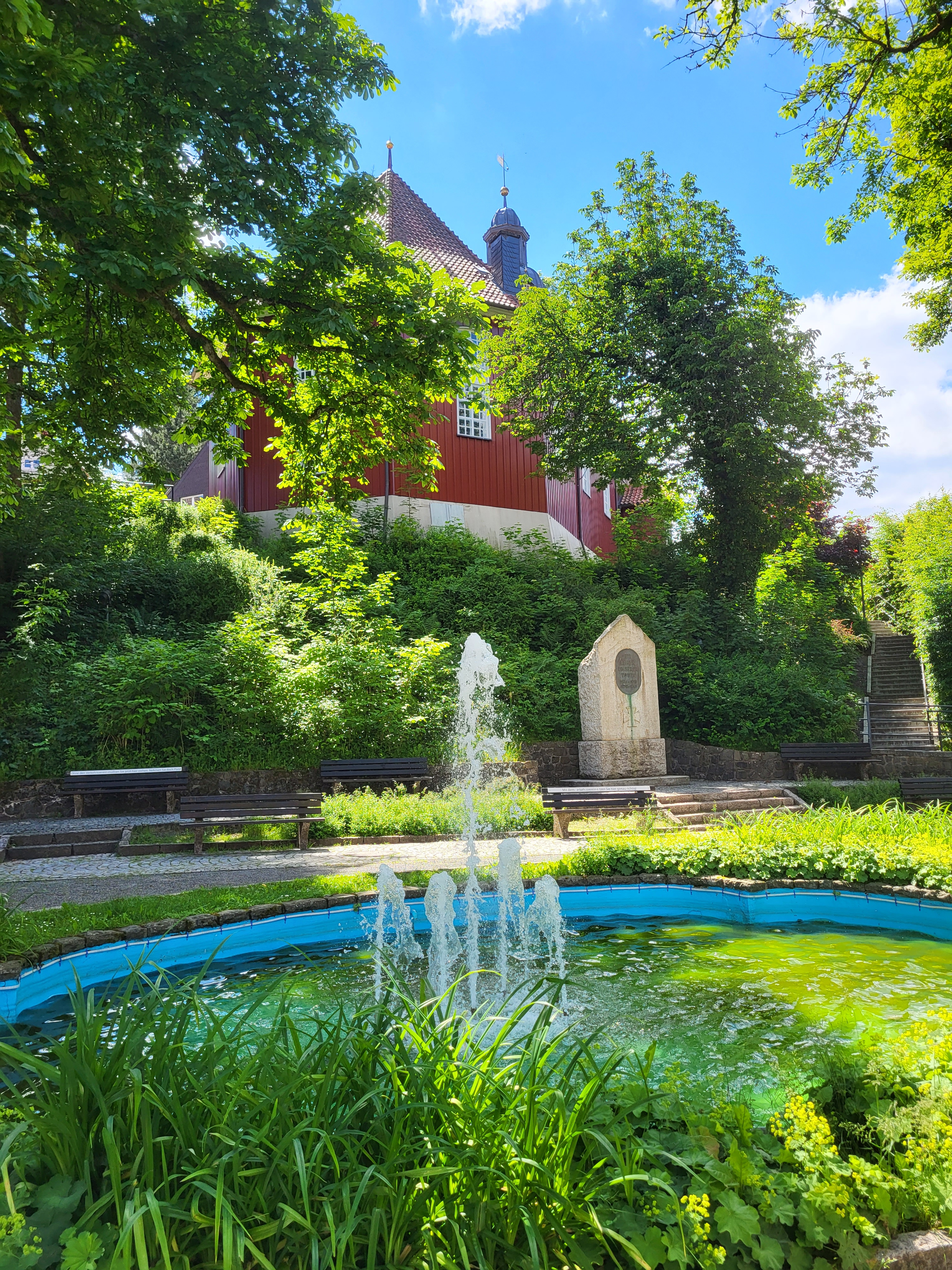
Marktplatz

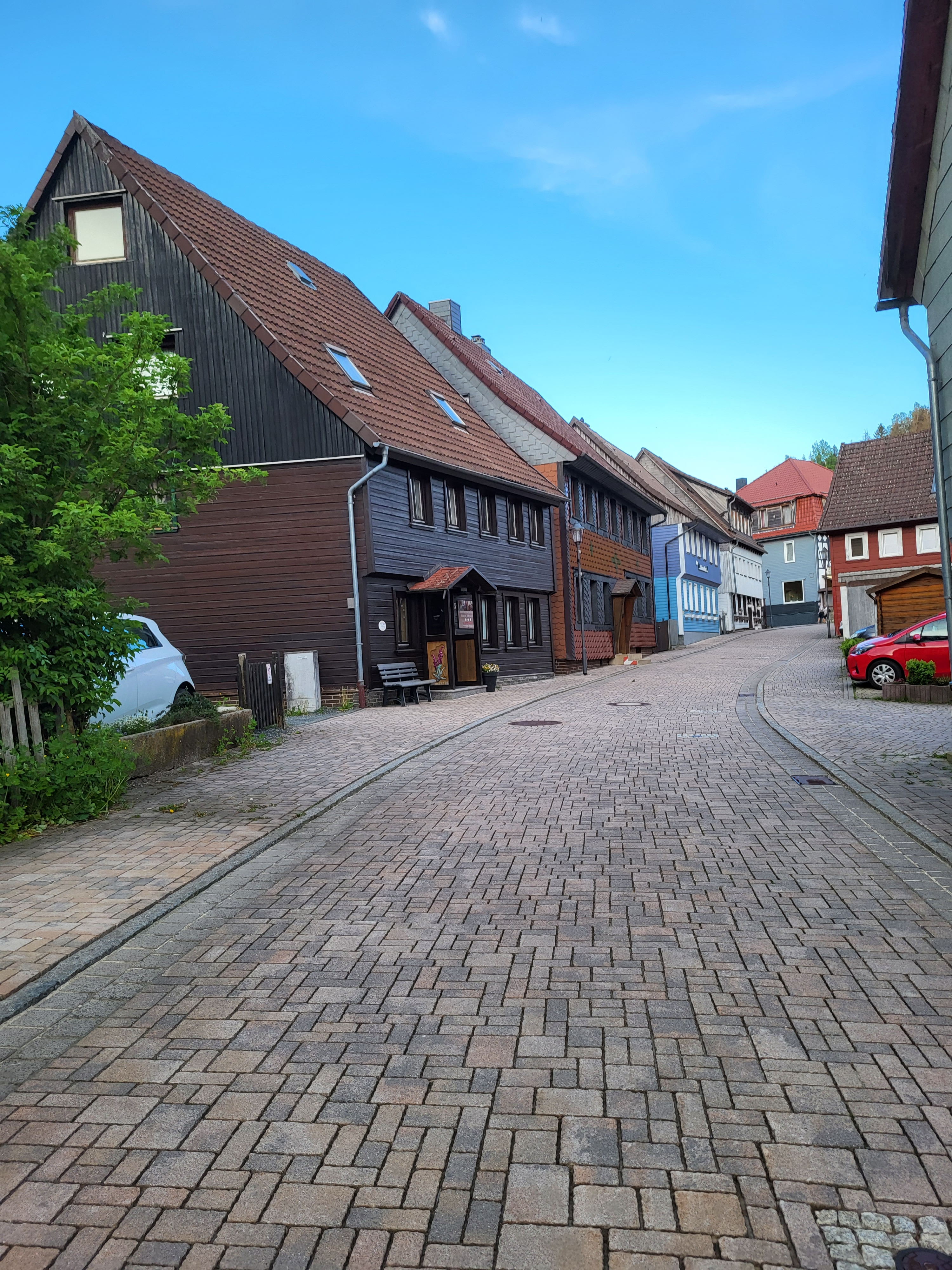
Am Schwarzenberg

| Wappen von Altenau | Blasonierung: „Im von Grün und Silber gespaltenen Schild drei braune Bärentatzen (1 : 2 angeordnet); die vordere hält ein schwarzes Eisen, die hintere einen ebensolchen Schlägel; die obere Tatze umklammert eine schwarze Wolfsangel.“ |
| Wappen von Altenau | Wappenbegründung: Obwohl Bären den Harz heutzutage nicht mehr bevölkern, sind noch drei Bärentatzen im Wappen der Bergstadt Altenau zu finden. Auf heraldischen Wegen kommen sie allerdings von ganz woanders her, nämlich aus der Grafschaft Hoya. Als die Grafen von Hoya 1582 ausstarben, beerbten die Welfen sie und fügten die Bärengliedmaßen in ihr mehrfeldriges Staatswappen ein. Wenn die Welfenherzöge ihren Städten Wappen verliehen, dann schenkten sie ihren getreuen Untertanen zuweilen Einzelstücke aus ihrem eigenen Wappen, beispielsweise den Altenauern, denen Herzog Christian von Braunschweig-Lüneburg-Celle am 30. Oktober 1617 ein grün-silbern gespaltenes Wappen übergab, das drei braune Bärentatzen enthielt – vielleicht wegen des hier naheliegenden Bezuges zum einstigen Vorkommen von Bären im Harz. Schlägel und Eisen waren zusammen die damaligen Werkzeuge des hier einst bedeutenden Silber- und Erzbergbaus. Die Wolfsangel versinnbildlicht als Forstsymbol den Waldreichtum und die Holzwirtschaft. |

## Kultur und Sehenswürdigkeiten

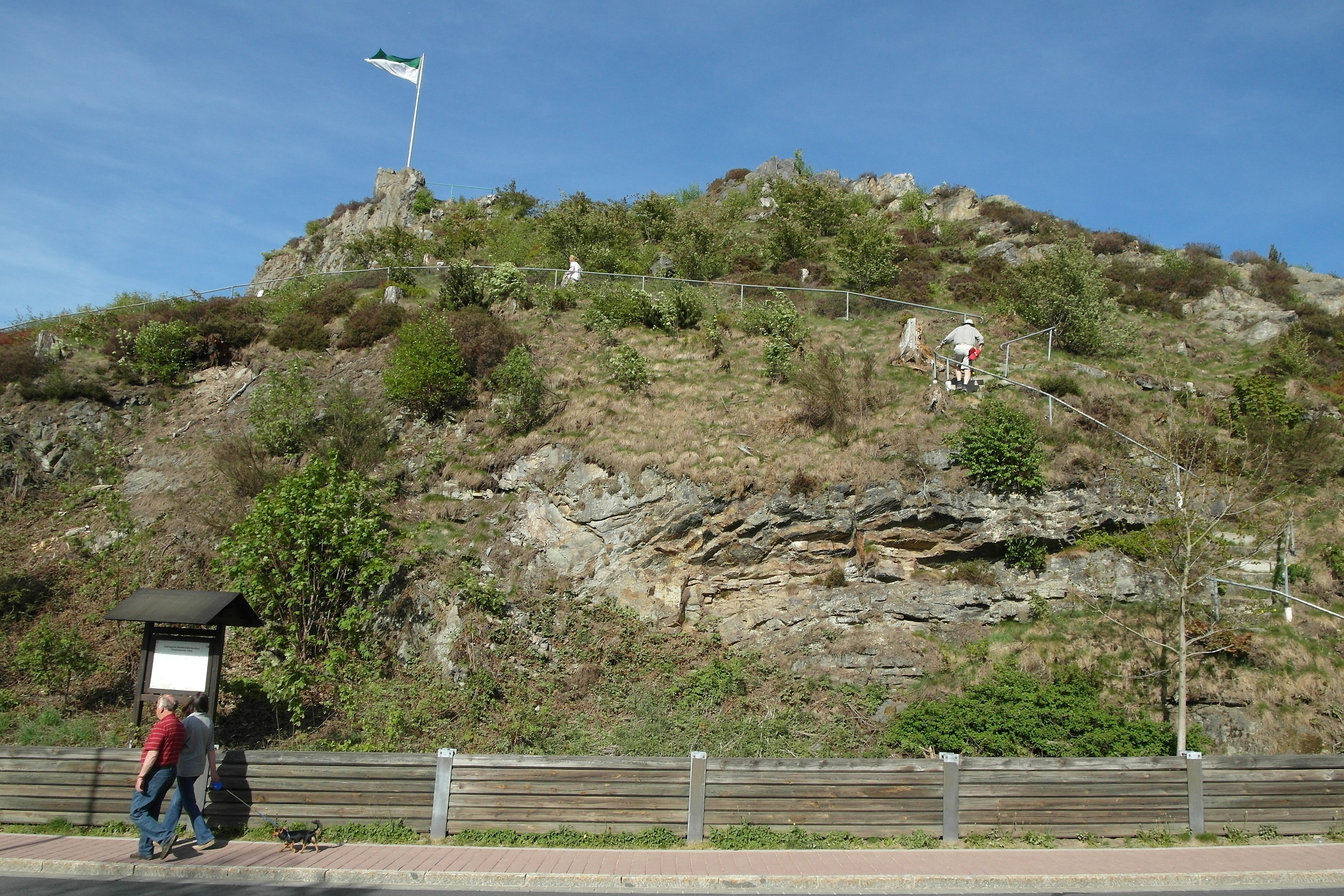
Schützenklippe

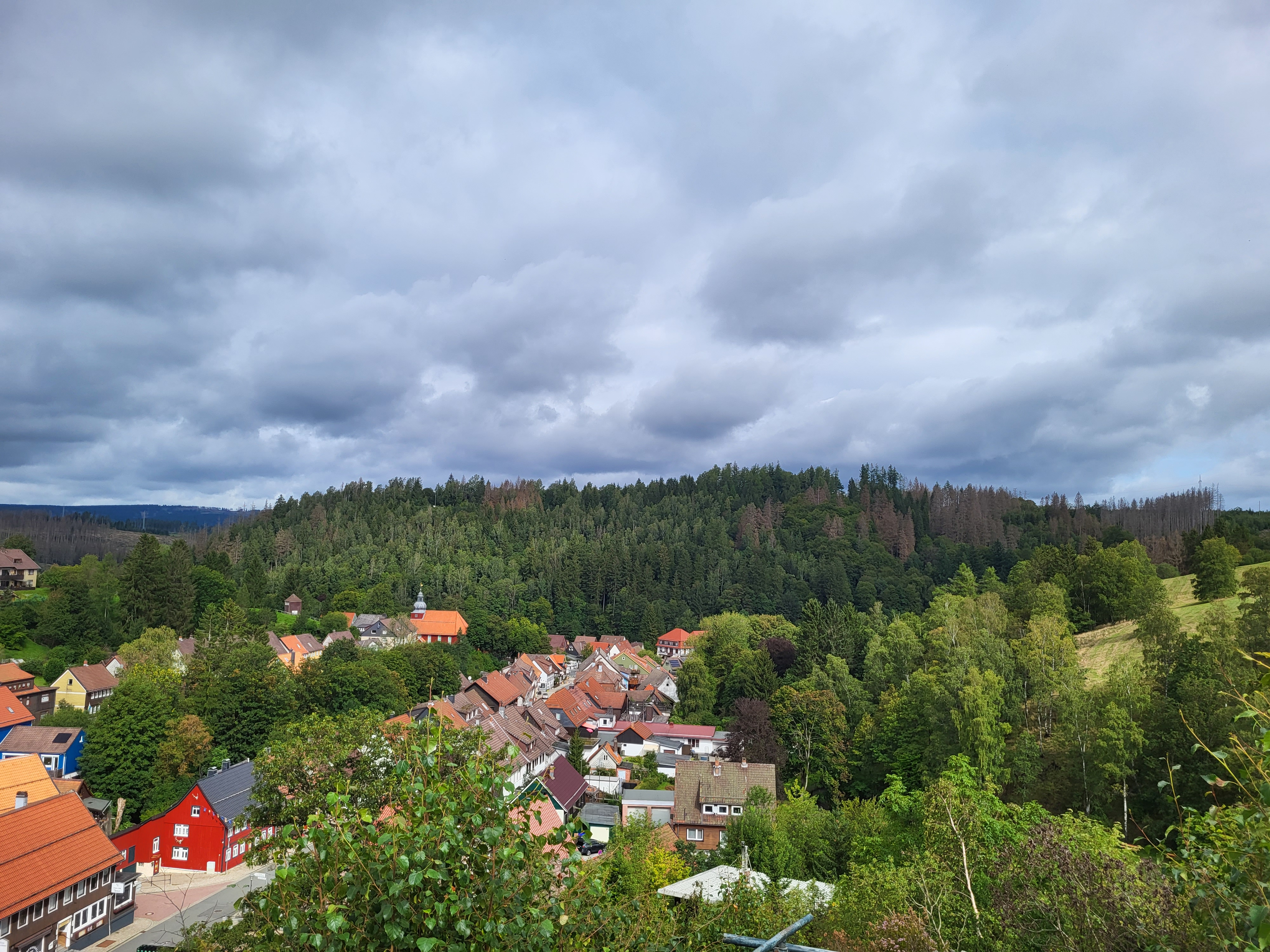
Aussicht von der Schützenklippe über die Altstadt

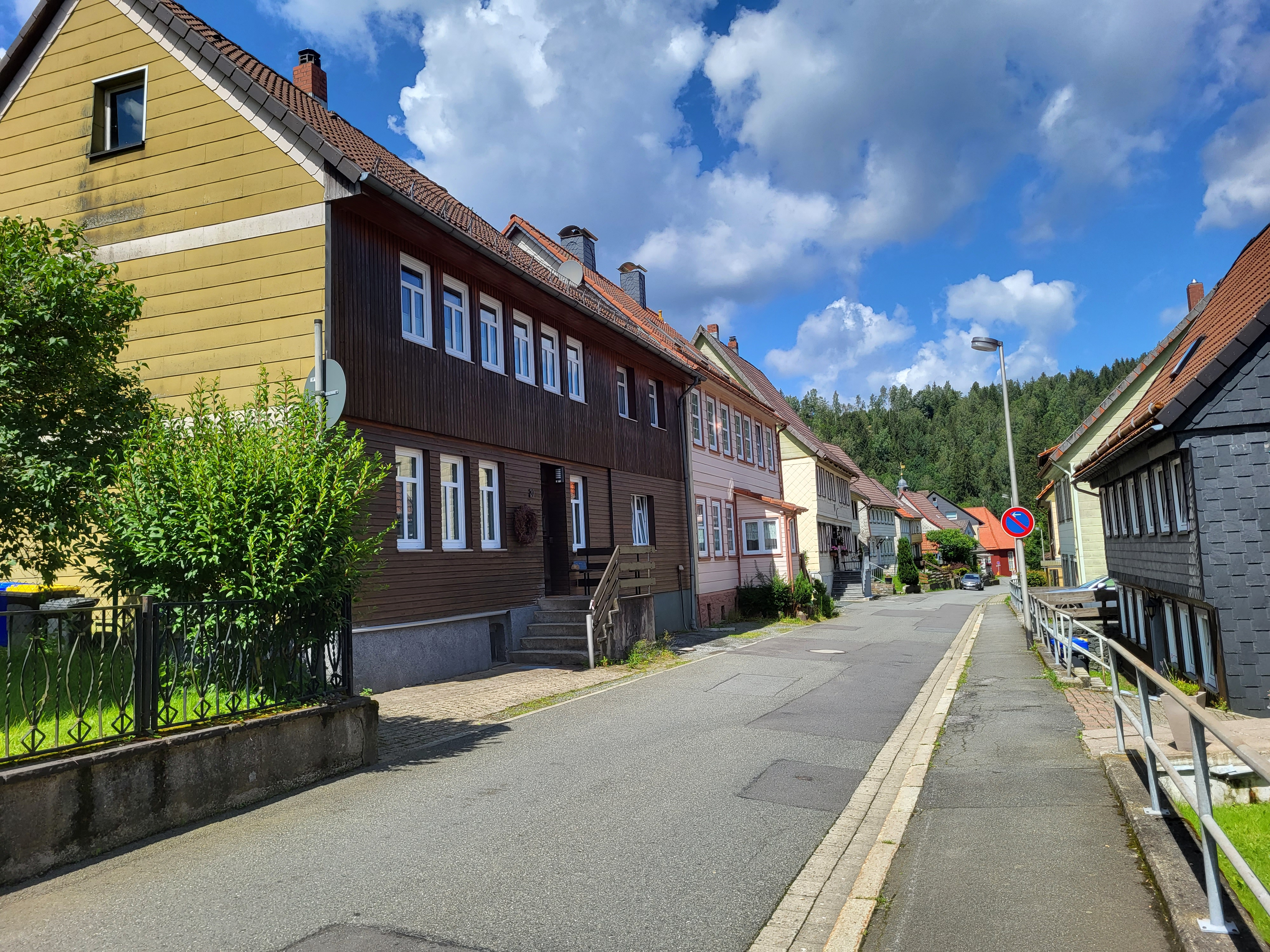
Altenau Bergmannshäuser in der Oberstraße

Altenau ist heute ein heilklimatischer Kurort, der eine Vielzahl an Sehenswürdigkeiten und Aktivitäten bietet.

### Bauwerke
Siehe auch: Liste der Baudenkmale in Clausthal-Zellerfeld#Altenau
Die Altstadt Altenaus wird von alten, holzverschalten Bergmannshäusern geprägt, die zwischen dem 17. und dem 19. Jahrhundert errichtet wurden und aus der Zeit stammen, als Altenau eine freie Bergstadt war. Das Gebiet der Altstadt erstreckt sich von der ersten Siedlungszelle in der „Rothenberger Straße“, über die zweite Siedlungszelle, mit der am Hang des Glockenberges verlaufenden Berg- und Oberstraße. Beide Siedlungszellen entstanden in der ersten Hälfte des 16. Jahrhunderts und verwuchsen bis Mitte des 17. Jahrhunderts miteinander. Über Verbindungswege, die sogenannten Brinke, gelangt man von der Oberstraße und der Bergstraße zu den im Tal an der Oker befindlichen Teilen der Altstadt mit den Straßenzügen Breite- und Marktstraße und den weiterhin zur Altstadt gehörenden Straßen „Am Schwarzenberg“ und „Am Mühlenberg“. Die Straßen im Tal wurden ab der Mitte des 17. Jahrhunderts bebaut, da es immer weniger Bauplätze auf den bisher bestehenden Straßen gab. Im Zentrum der Stadt verlaufen die Breite Straße, sowie die Marktstraße, die seit Ende des 17. Jahrhunderts als Haupt- und Geschäftsstraße fungieren und somit die Innenstadt innerhalb der Altstadt Altenaus darstellen. In der Breiten Straße stehen viele Häuser, die nach dem Stadtbrand 1794 neu errichtet werden mussten. Das Feuer zerstörte 29 Gebäude auf der Straße. Lediglich die Häuser auf Höhe der Brauerei (Haus Nummer 20, 24 und 26) und das Rathaus am Marktplatz sind verschont geblieben. Diese Häuser sind entsprechend älter. Am Marktplatz befinden sich die barocke Holzkirche St. Nikolai von 1669 und das ehemalige Rathaus von 1673, in dem sich heute ein Museum befindet. Die Häuser innerhalb der Altstadt sind Fachwerkhäuser, die zusätzlich mit einem Holzbeschlag verkleidet wurden, um die Balken und Gefache vor Witterung, insbesondere Nässe zu schützen. Südlich der Ortsmitte liegt die Schützenklippe, von der aus sich ein Panoramablick über den Ort bietet.

### Parks und Naherholung

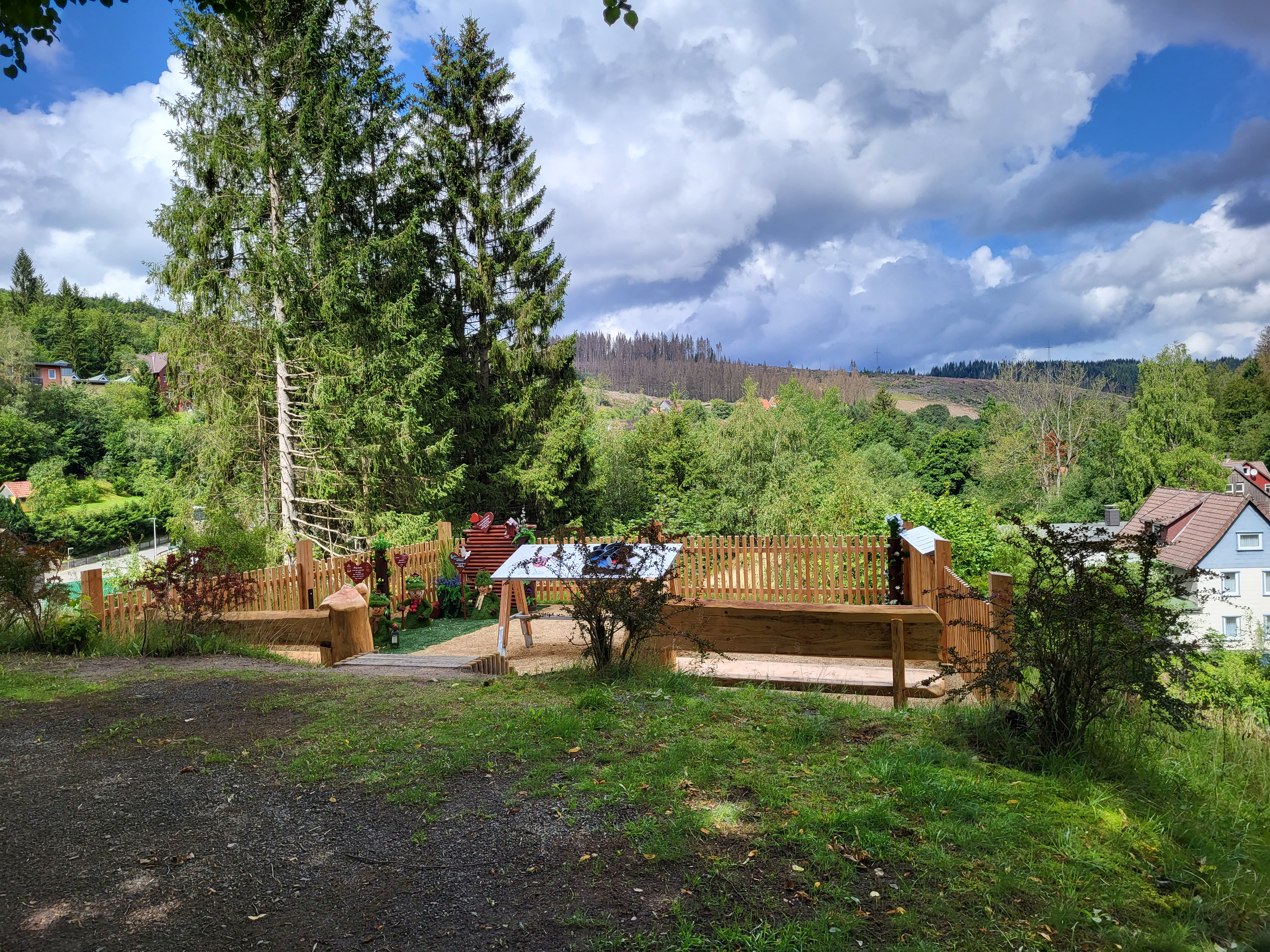
Altenau Herzweg

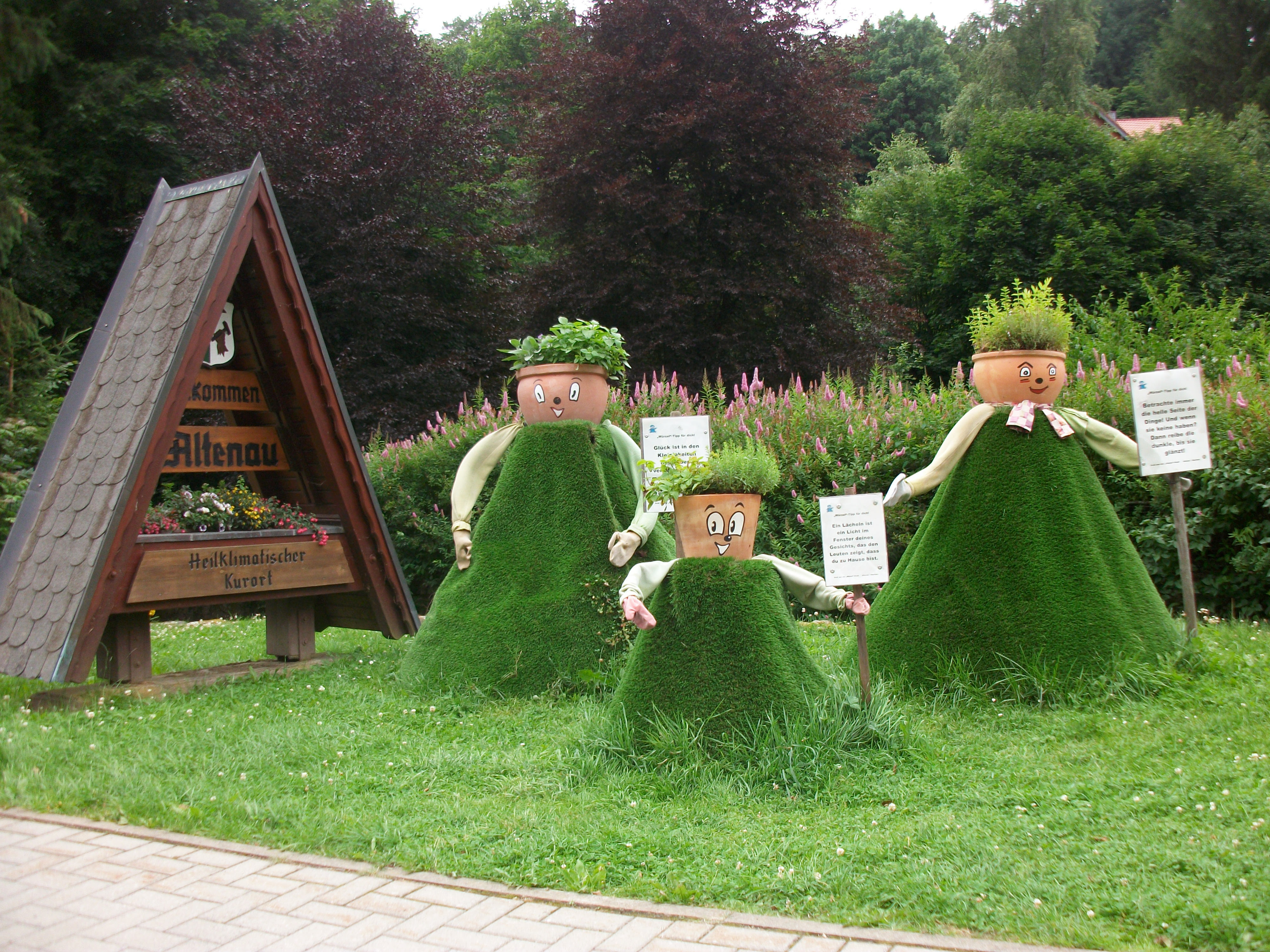
Würzel, die Maskottchen von Altenau

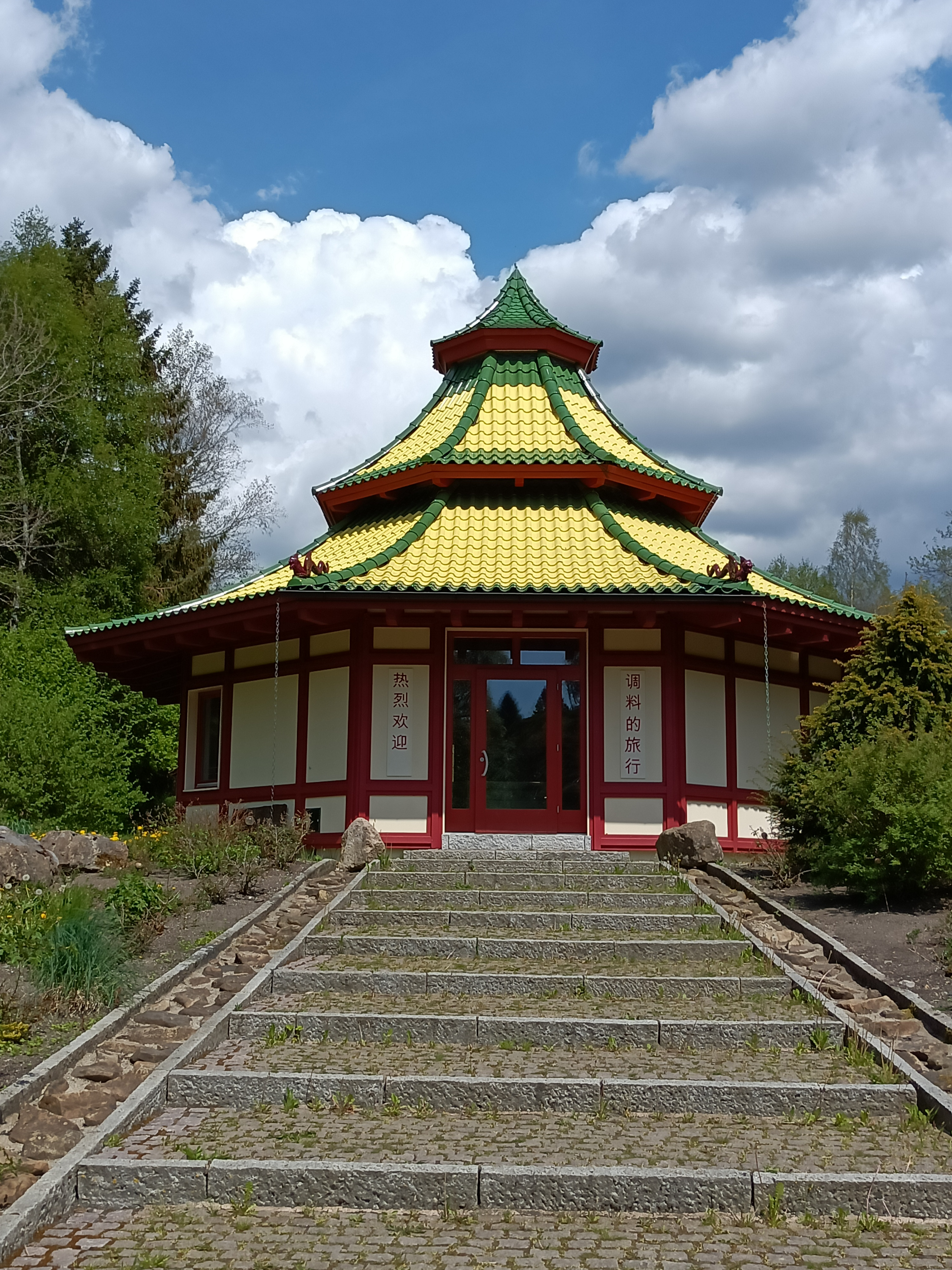
Gewürzpagode des Kräuterpark

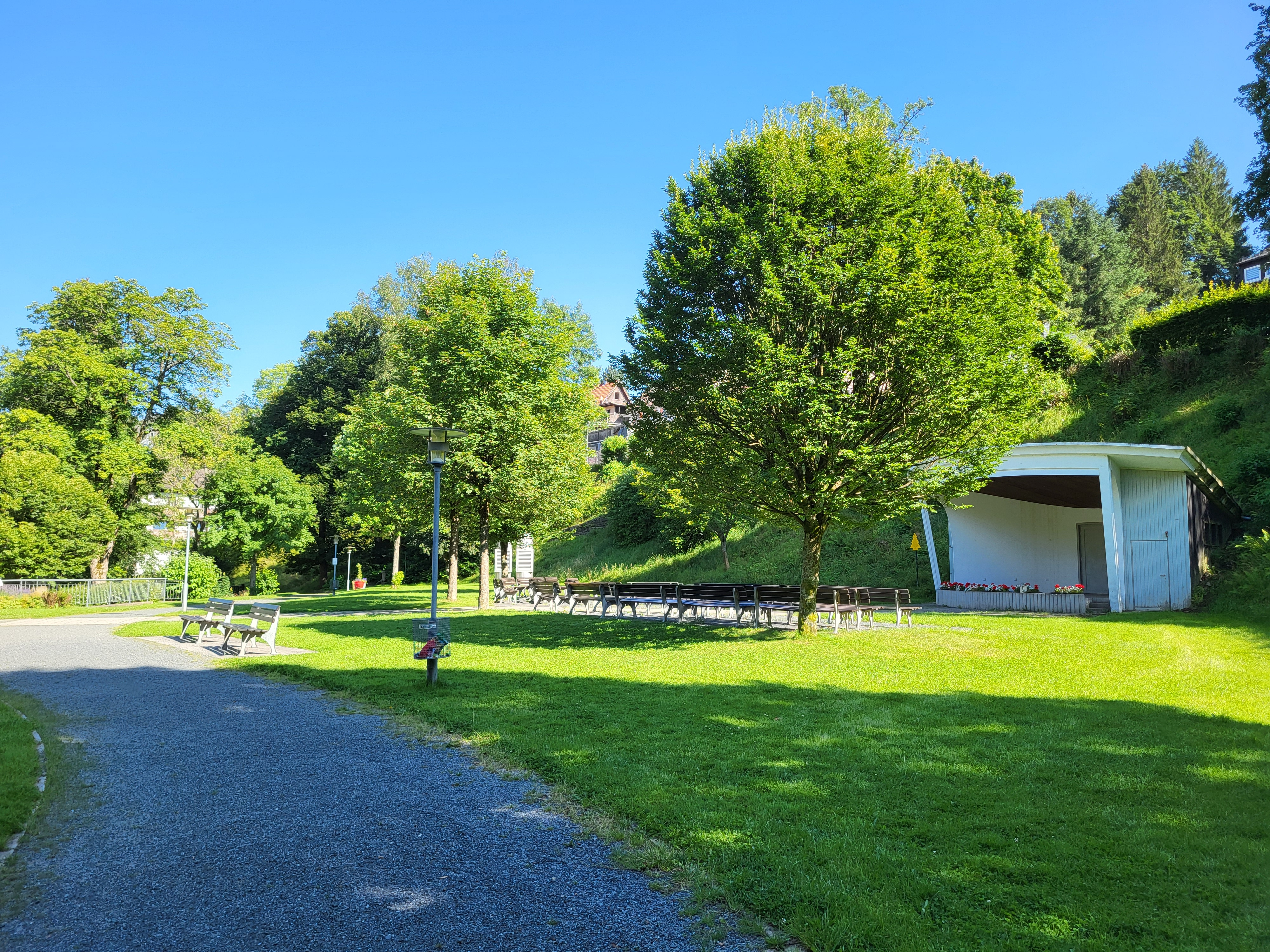
Kurpark

2004 wurde in Altenau der größte Kräuterpark Deutschlands eröffnet. Viele tausend Touristen besuchen jährlich den ganzjährig gepflegten botanischen Garten, der eine Vielzahl an Varietäten zeigt. Hinter dem Kurgastzentrum in der Hüttenstraße befindet sich der Kurpark, der als Veranstaltungsort und Ausgangspunkt für Wanderungen sowie Mountainbiketouren dient. Weitere Sehenswürdigkeiten erreicht man über Wanderwege zu Fuß. So gelangt man über den Harzer Hexenstieg zum Dammgraben mit dem Dammhaus sowie zum Polsterberger Hubhaus. Der Nationalpark Harz hat am Rand von Altenau einen 800 Meter langen Wildniserlebnispfad eingerichtet, auf dem Besucher die vorhandenen Lebensräume im Nationalpark Harz erleben können. Weitere Wanderwege führen zum Kellwassertal an der Vorsperre zur Okertalsperre oder zum Ahrendsberg. Vom Marktplatz aus führt der Goetheweg nach Torfhaus und zum Brocken im Nationalpark Harz. Durch Altenau führen der Fernwanderweg E6 und der Weser-Harz-Heide-Radfernweg. Der Herzwanderweg ist ein Themenwanderweg und wurde 2023 angelegt, er führt auf 12 Kilometer rund um Altenau und behandelt auf 17 Etappen verschiedene Aspekte zum Thema Herz.

### Museen
Im Kurgastzentrum in Altenau finden regelmäßig Veranstaltungen wie Kongresse, Ausstellungen und Theateraufführungen statt. Die Heimatstube im Kellergeschoss des Kurgastzentrums bietet einen Einblick in die Geschichte des Oberharzes. Die dortige Ausstellung widmet sich besonders der Darstellung der Lebensumstände im Oberharz, die stark durch den Bergbau und die von ihm abhängigen Berufszweige – Hüttenwesen, Waldarbeit, Köhlerei und Fuhrwesen – geprägt waren. Weitere wichtige Schwerpunkte des Heimatmuseums stellen die Innerstetalbahn und die Lebenswerke der Künstler Karl Reinecke-Altenau und Henry Göhmann dar.

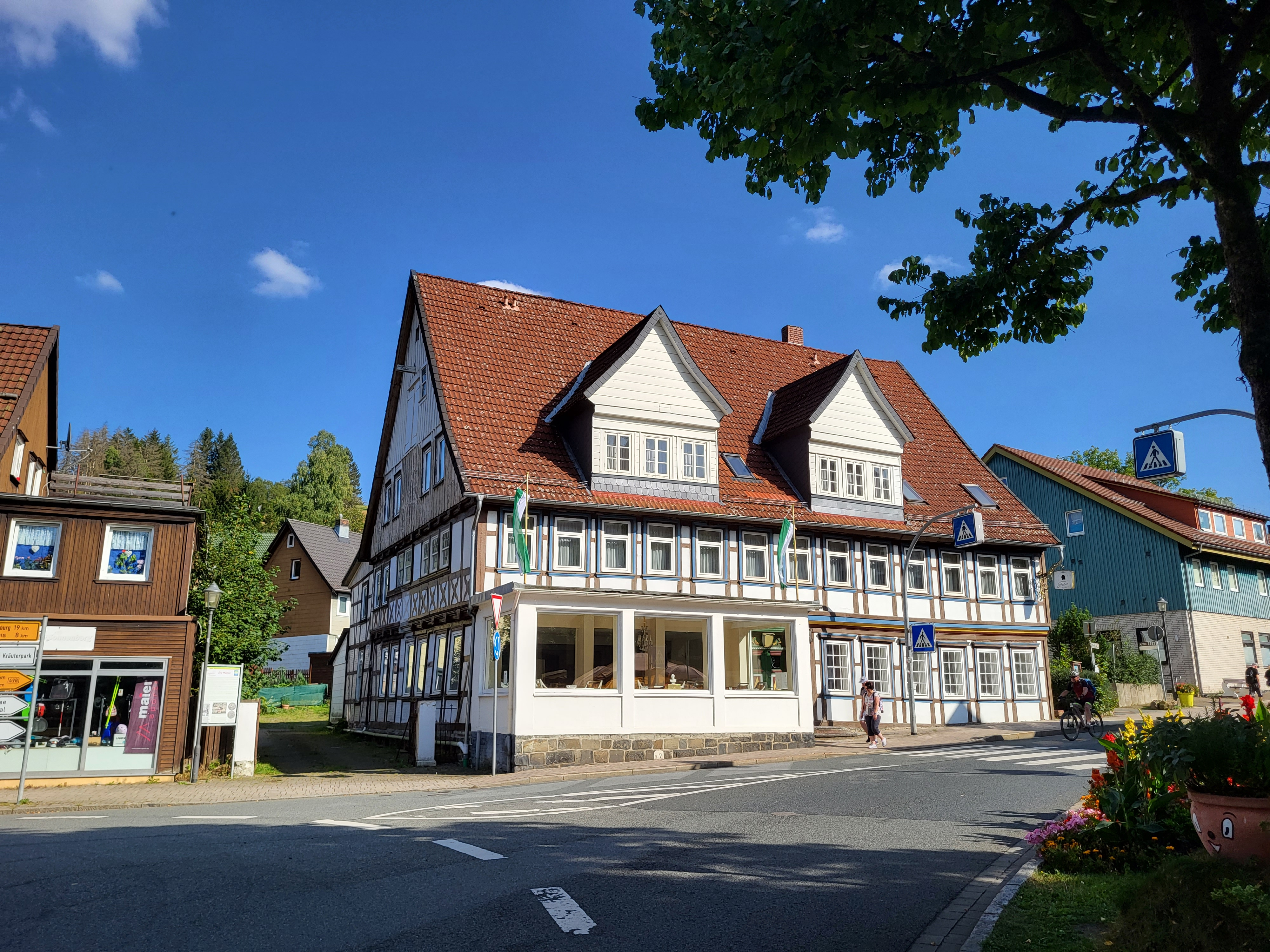
Ehemaliges Rathaus der Bergstadt Altenau

Das ehemalige Rathaus am Marktplatz wird seit 2023 als Goethehaus betrieben. Der Fachwerkbau war einst Hotel und Amtssitz der Verwaltung der Stadt. Zu den Räumlichkeiten gehören heute: Gäste- und Logierappartment, ein standesamtliches Trauzimmer, der Ratssaal mit Wintergarten, die „Alte Küche“ mit den drei Ausstellungen „Goethe im Harz“, „Historie des Amts- & Rathauses zu Altenau“, „Kapelles Handschriften-Cabinett“. Für die Dauerausstellung Goethe im Harz gibt es einen Audioguide sowie ganzjährig Gruppen- und Jugend-Literaturprogramme.

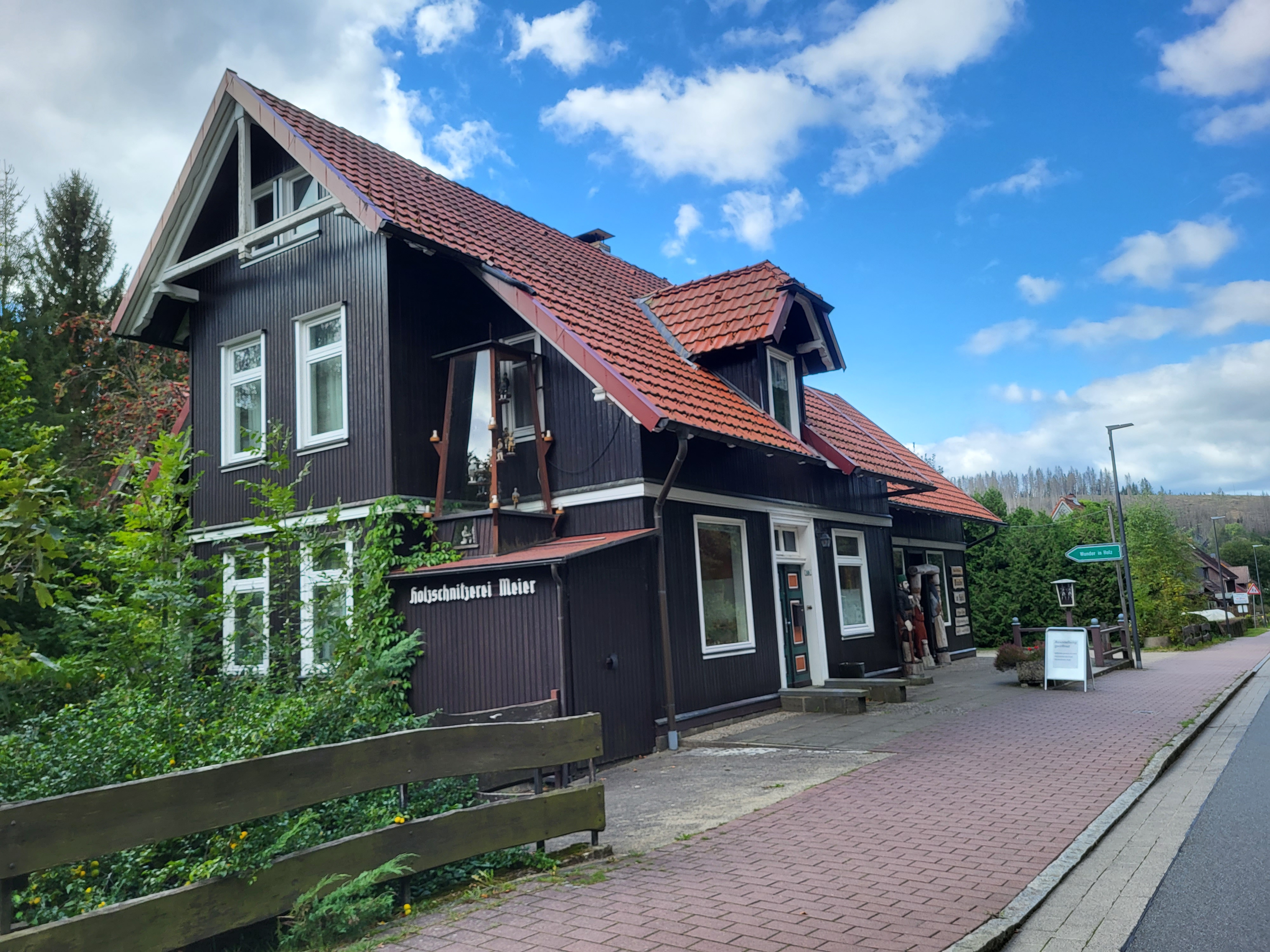
Holzschnitzerei Meier

Die von dem Volkskünstler Richard Meier 1958 eingerichtete Holzschnitzerwerkstatt in der Hüttenstraße bietet harztypische und erzgebirgische Holzprodukte sowie mehrere Dioramen mit bewegten Figuren.
Die 1622 gegründete Altenauer Brauerei kann im Rahmen einer Führung besichtigt werden. Dabei wird gezeigt, wie dort seit über 400 Jahren das Bier handwerklich hergestellt wird.

### Vereine
In Altenau gibt es einige Vereine und Organisationen, die in verschiedenen Sparten vertreten sind. (Auszug)
- Arbeitsgemeinschaft für Heimatkunde der Bergstadt Altenau-Schulenberg: Unterhaltung des Heimatmuseums
- Fußballverein FC Altenau
- Förderverein der Freiwilligen Feuerwehr
- Harzklub Zweigverein Altenau: Wander und Naturpflege
- Harziger: Bildungsverein für Kommunalpolitik
- Heimatbund: Pflege Harzerischem Brauchtums
- Tennisclub
- Schützengesellschaft von 1525
- Skiclub Altenau 1898
- Verkehrsverein: Pflege und Verschönerung des Ortsbilds

### Musik
Der 1928 von Karl Reinecke-Altenau gegründete Heimatbund gibt regelmäßig Konzerte und veranstaltet Hüttenabende mit Jodelgesang und Peitschenknallerei.
Die evangelische Kirchengemeinde Sankt Nikolai verfügt seit 1996 mit den St.-Nikolai-Gospel-Singers über einen Gospelchor, der zu besonderen Anlässen singt.

### Regelmäßige Veranstaltungen
- Walpurgisnacht im Kurgastzentrum (jährlich am 30. April)

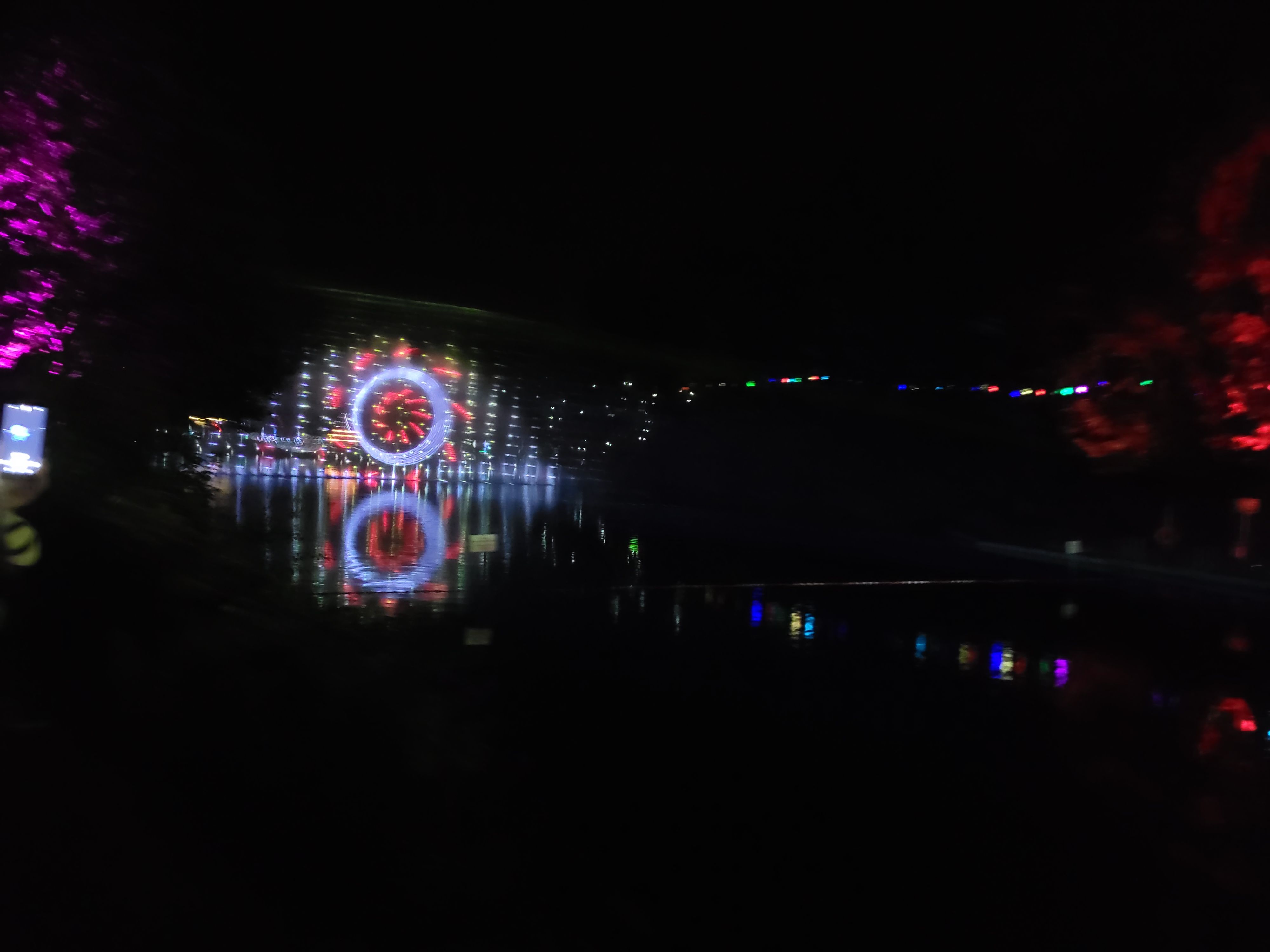
Lasershow beim Lichterfest am Okerteich

- Lasershow beim Lichterfest am Okerteich Lichterfest am Okerteich (jährlich im August)
- Osterfeuer
- Fackelwanderungen am Schwarzenberg
- Altenauer Heimatfest (alle fünf Jahre)
- Oktoberfest der Feuerwehr
- Hinterstraßenfest
- Gesamtharzer Jodlerwettstreit des Oberharzer Heimatbundes (fand bis 2019 in Clausthal-Zellerfeld statt)[130]
- Die Bergstadt ist eine der acht Orte, in denen das seit 2014 als Immaterielles Weltkulturerbe anerkannte Brauchtum des Finkenmanövers im Harz noch gepflegt wird.
- Wintermarkt

### Sport

Panorama vom Schwarzenberg aus über Altenau

Panorama Altenaus von der Wolfswarte aus ca. 4,5 km Entfernung

In Altenau findet jährlich der Altenauer Nordic Walking Cross statt. Teilnehmer walken dabei Strecken von 4,7 km bis 18,7 km rund um Altenau. Auch außerhalb der jährlich stattfindenden Veranstaltung ist das Nordic Walking auf diesen Strecken möglich.
Altenau liegt zudem direkt an der Volksbank-Arena Harz, einem 1800 km und 62 Routen umfassenden Streckennetz für Geländetouren mit dem Mountainbike. Hier finden jährlich die Sportveranstaltungen Harzer Mountainbike Event, die größte norddeutsche MTB-Veranstaltung immer am 3. Mai-Wochenende, MTB Endurorennen (seit 2014), MTB Marathon (seit 2002) und der Kids-, Schüler- und Jugendcup (seit 2000) statt. Auf dem Gelände des ehemaligen Wellenbades befindet sich seit 2007 die zur Kristall Bäder AG aus Stein gehörende Thermalsole- und Saunalandschaft „Heißer Brocken“ bestehend aus 5 Saunen (75 bis 100 °C) sowie einem Innen- und fünf Außenbecken (1,5 % bis 12 % Solegehalt). Der Kleine Okerteich dient als Waldbad.
In Altenau selbst existieren an Sportvereinen ein Schützenverein von 1525, ein Skiclub von 1898, ein Tennisclub, ein Fußballverein sowie ein Dartclub. Auch hat Altenau einen Discgolf Parcours.

### Wintersport

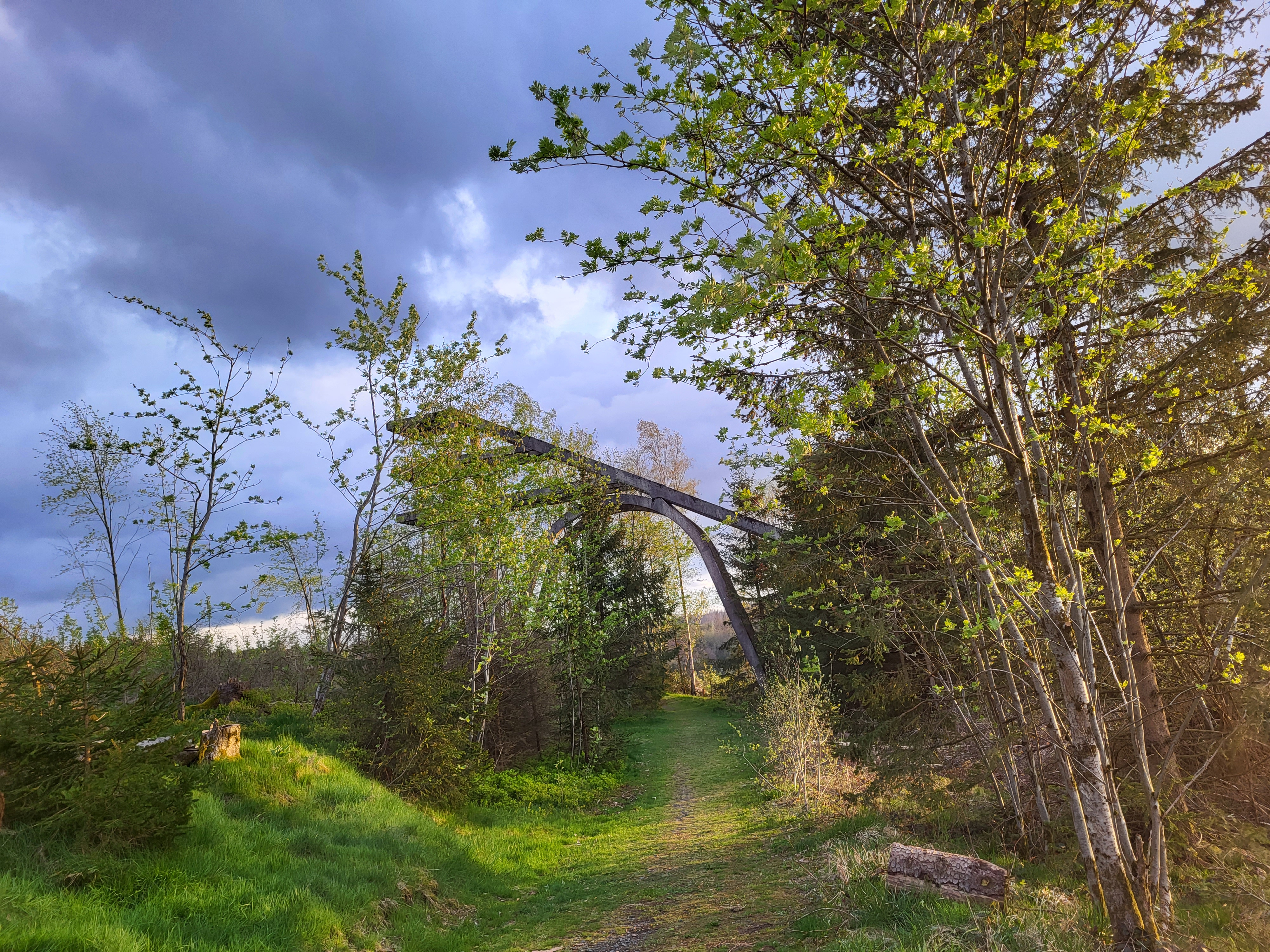
Ehemalige K50 Schanze am Glockenberg

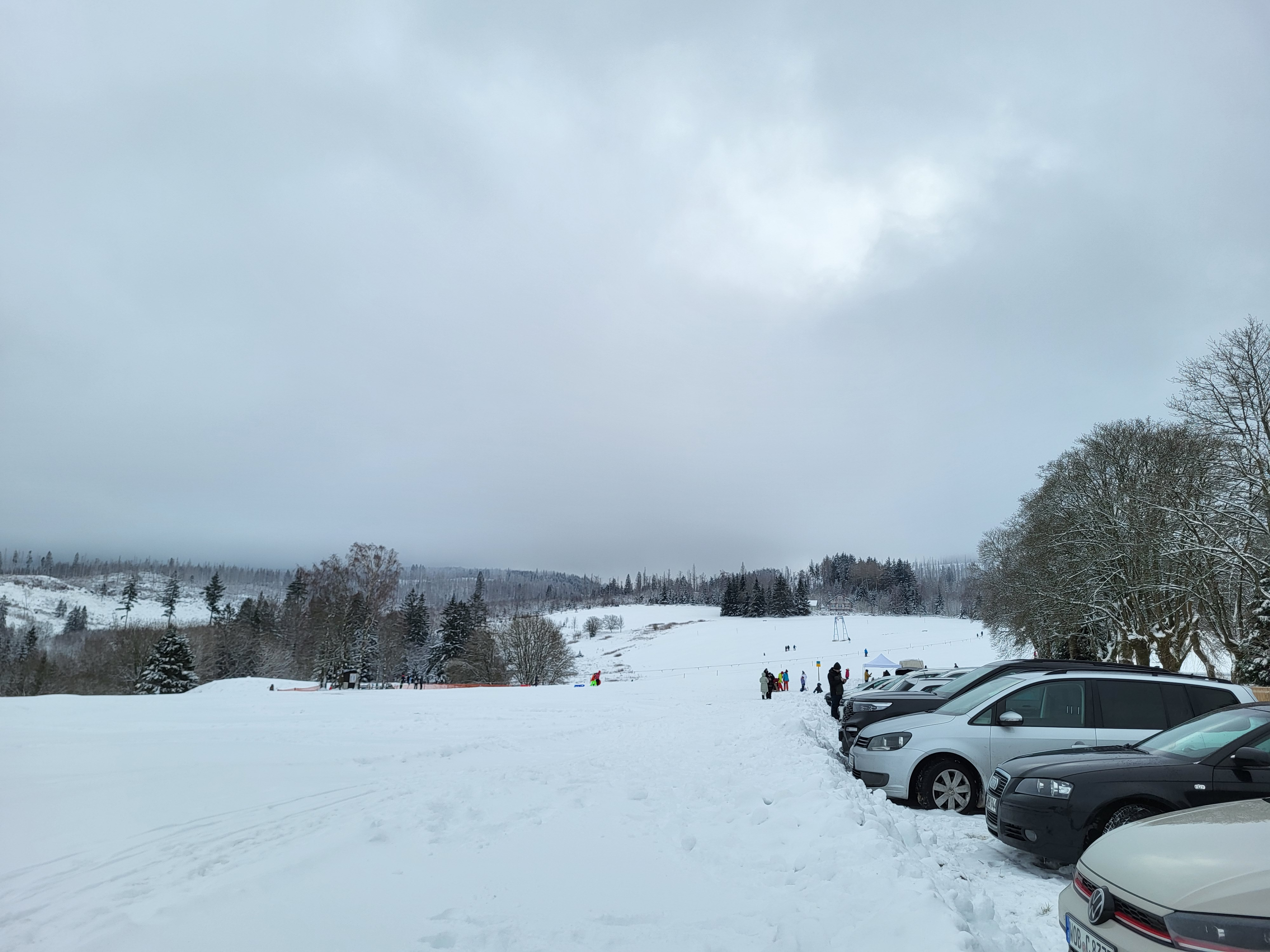
Skiwiese Rose

1948 entstand im Schultal die große Schanze (K70) und 1965 die kleine K50 Schanze am Försterkopf, von der seit 1991 nur noch das Betongerüst steht. Die Deutschen Nordischen Skimeisterschaften 1957 und 1968 fanden in Altenau statt. Für die Deutschen Nordischen Skimeisterschaften 1996 war die Bergstadt Austragungsort der Skilanglauf Meisterschaften.
Im Winter finden sich in Altenau und Torfhaus zahlreiche Möglichkeiten für alpinen und nordischen Wintersport sowie eine Rodelbahn mit Lift.
Altenau war jahrzehntelang Austragungsort für Eishockeymeisterschaften in der örtlichen Eissporthalle.

## Wirtschaft und Infrastruktur

### Unternehmen

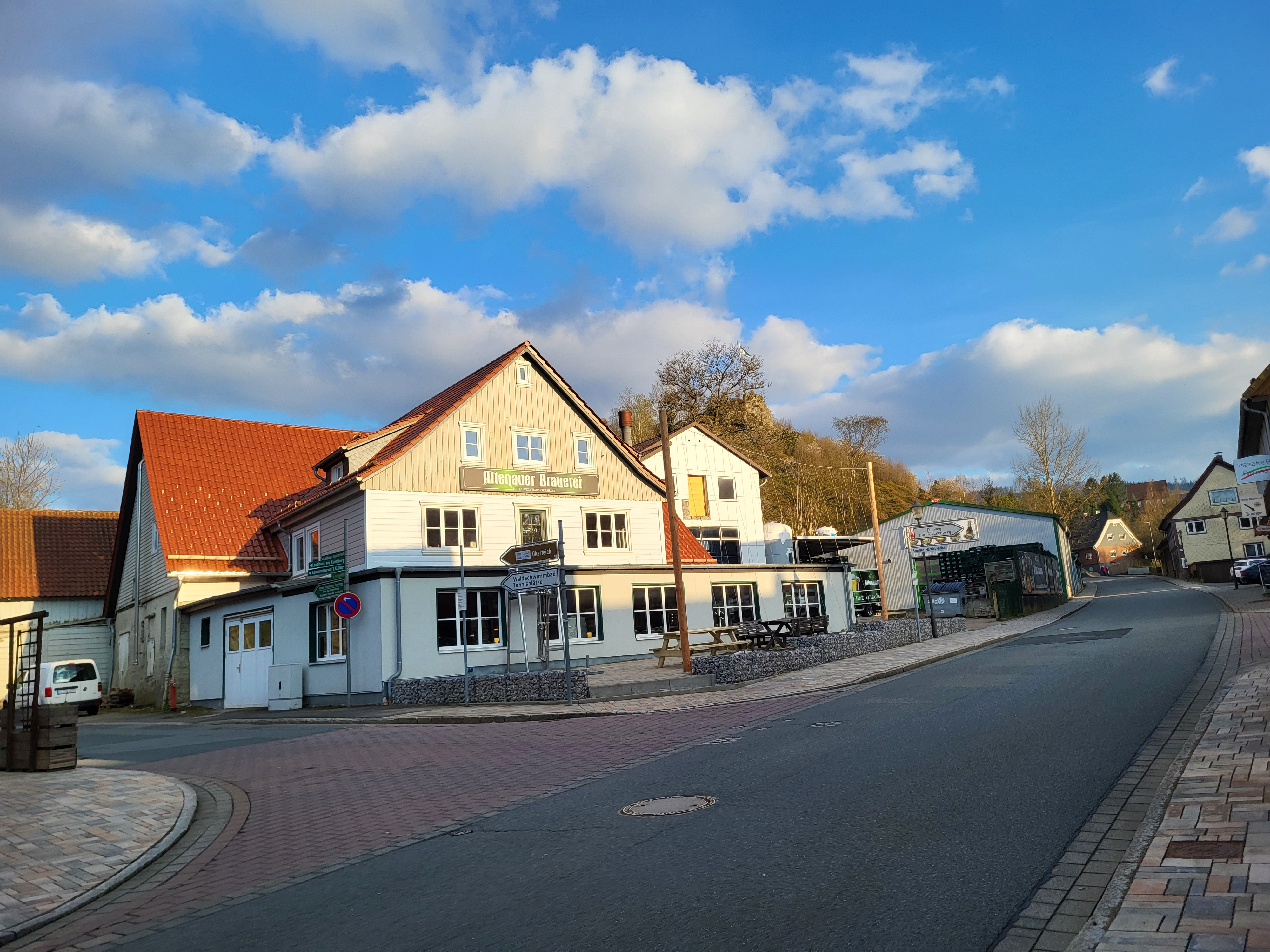
Altenauer Brauerei

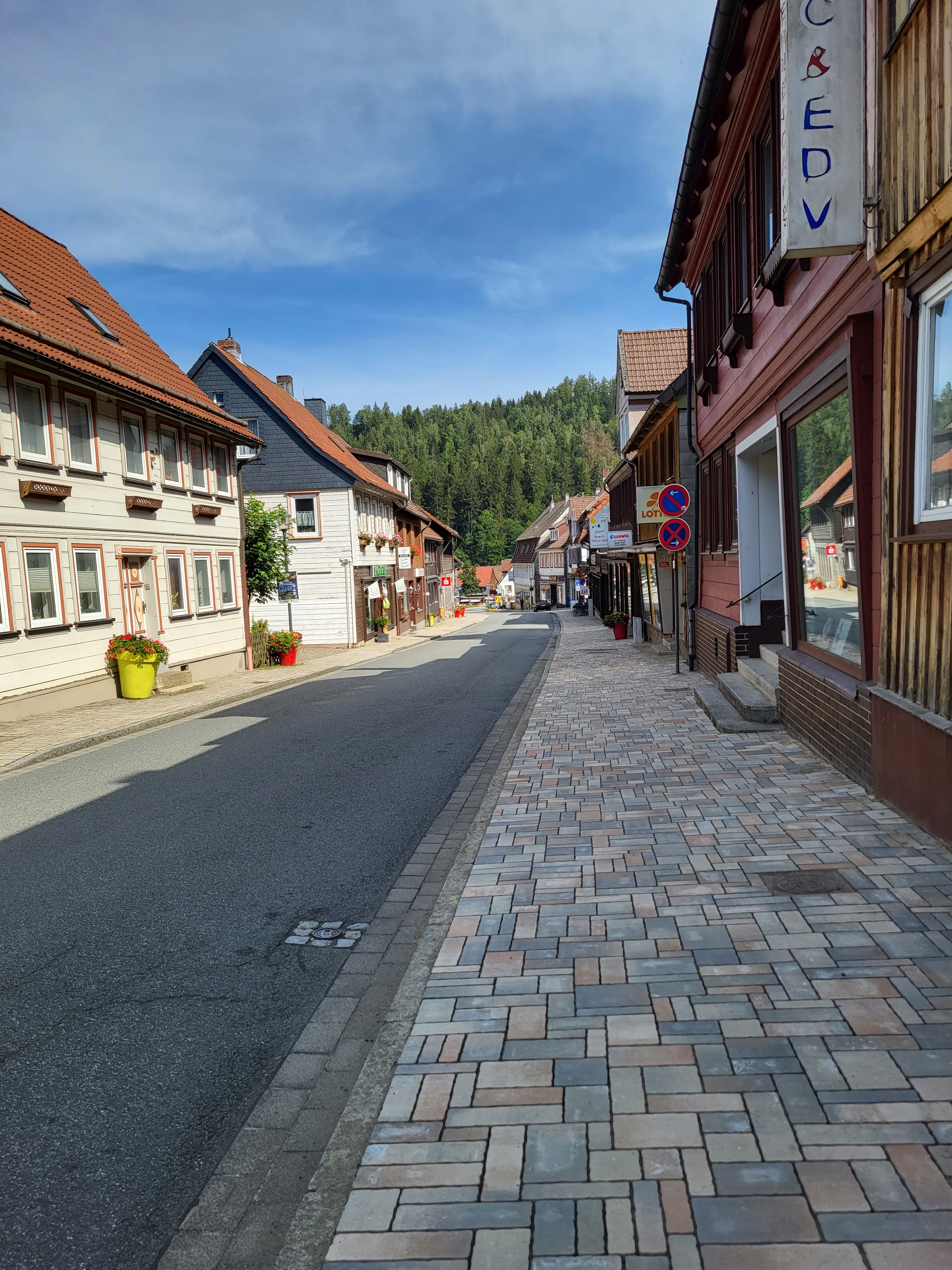
Breite Straße mit Einzelhandel in Altenau

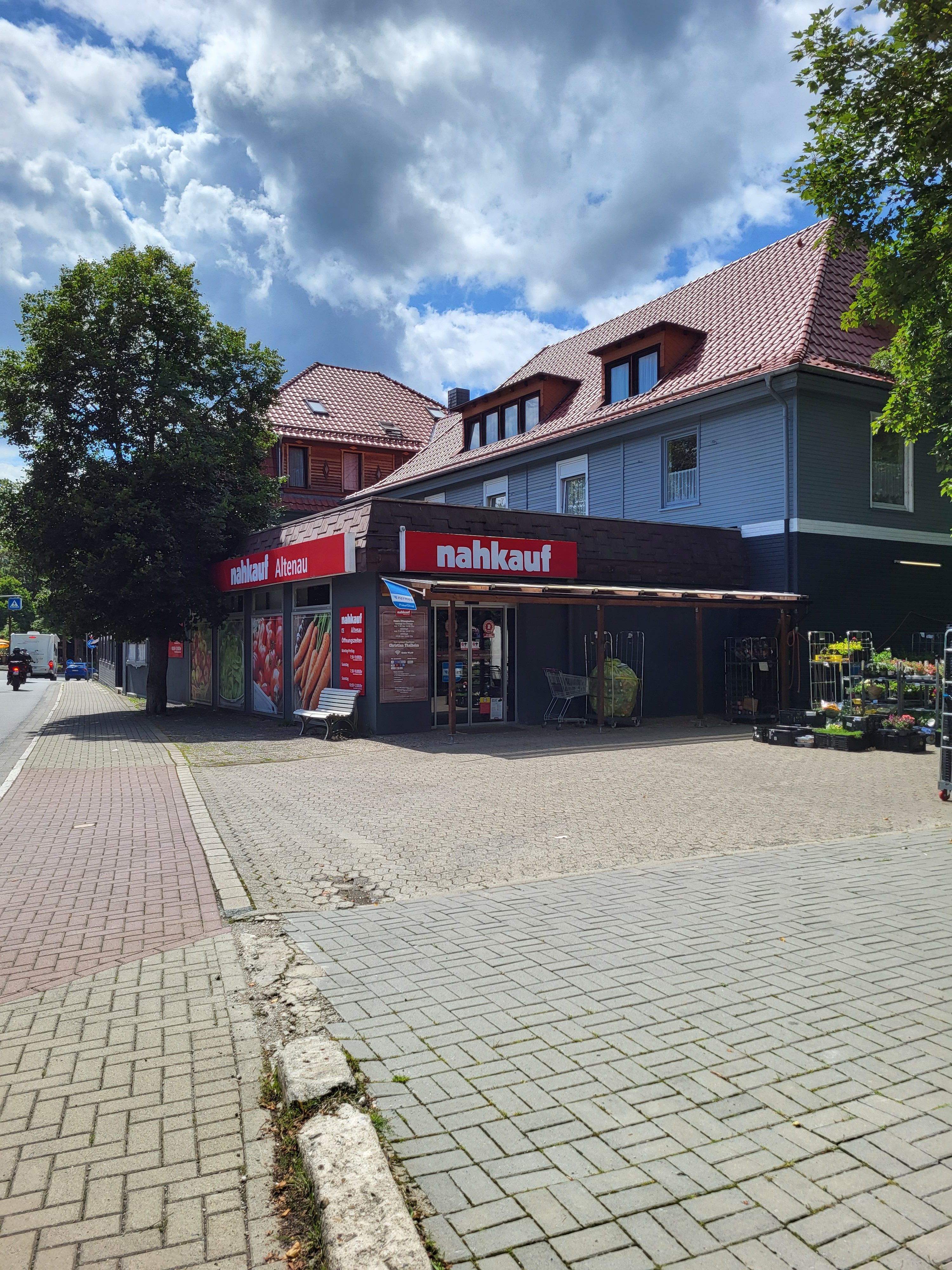
Supermarkt in Altenau

Die 1622, als Kommunenbrauhaus, gegründete Altenauer Brauerei wurde von 1919 bis 2012 als Paul Kolberg KG geführt und 2012 nach Insolvenz von der Klostergutsbrauerei Wöltingerode GmbH übernommen. Deren Alleingesellschafter war die Klosterkammer Hannover. Das Unternehmen wurde 2021 verkauft und privatisiert. Die Altenauer Brauerei GmbH stellt somit wieder die letzte mittelständische Brauerei im Oberharz dar.
Der Hallenberger Media Verlag wurde 2010 gegründet und hat seinen Sitz in Altenau. Er publiziert Print und E-Books verschiedener Themen (Thriller und Romane, aber auch Schul und Sachbücher). Es werden Werke von Autoren wie: Ingo Blisse, Horst Bosetzky oder Serena Murray vom Verlag veröffentlicht.

### Tourismus

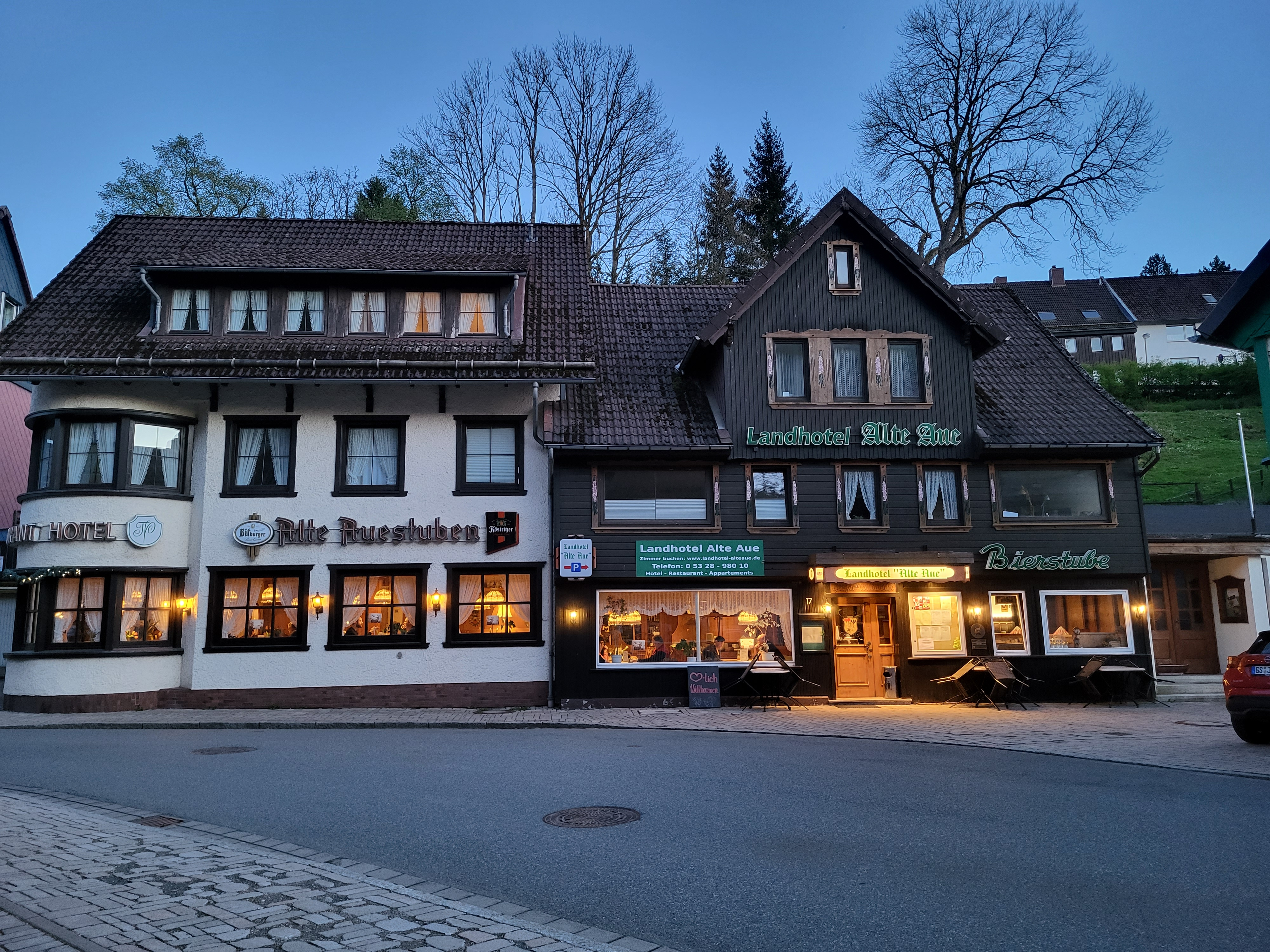
Hotellerie in Altenau

Der Tourismus ist in Altenau, wie in vielen Orten im Harz, der Hauptwirtschaftszweig. 2019 zählte Altenau knapp 103.000 Gäste bei rund 415.000 Übernachtungen in 4300 Gästebetten. In der Bergstadt sind zahlreiche Beherbergungsternehmen wie Hotels, Pensionen, Campingplätze und Ferienwohnungen vorhanden. Weiterhin gibt es Restaurants, Dienstleistungsgeschäfte, Handwerker sowie mehrere Einzelhandelsgeschäfte.

### Einzelhandel
Der vorhandene Einzelhandel befindet sich größtenteils im Bereich der Altstadt und erstreckt sich über die Breite-Straße, Schultal und Marktstraße. Er umfasst einen Supermarkt, zwei Fleischereien, Bäcker, Kioske, Florist, Friseur und weitere auf den Tourismus ausgelegte Geschäfte wie Souvenir- und Andenkengeschäfte. Auf dem Glockenberg befindet sich kleinteiliger Einzelhandel mit Kiosk, Bäcker und Friseur.

### Medizinische Versorgung
Als Kurort verfügt Altenau über eine Kurklinik, die durch die AWO betrieben wird und auf Mutter-Kind-Kuren spezialisiert ist. Eine allgemeinmedizinische Arztpraxis, eine Physiotherapie, Heilpraktiker, sowie eine Apotheke sind in der Bergstadt vorhanden.

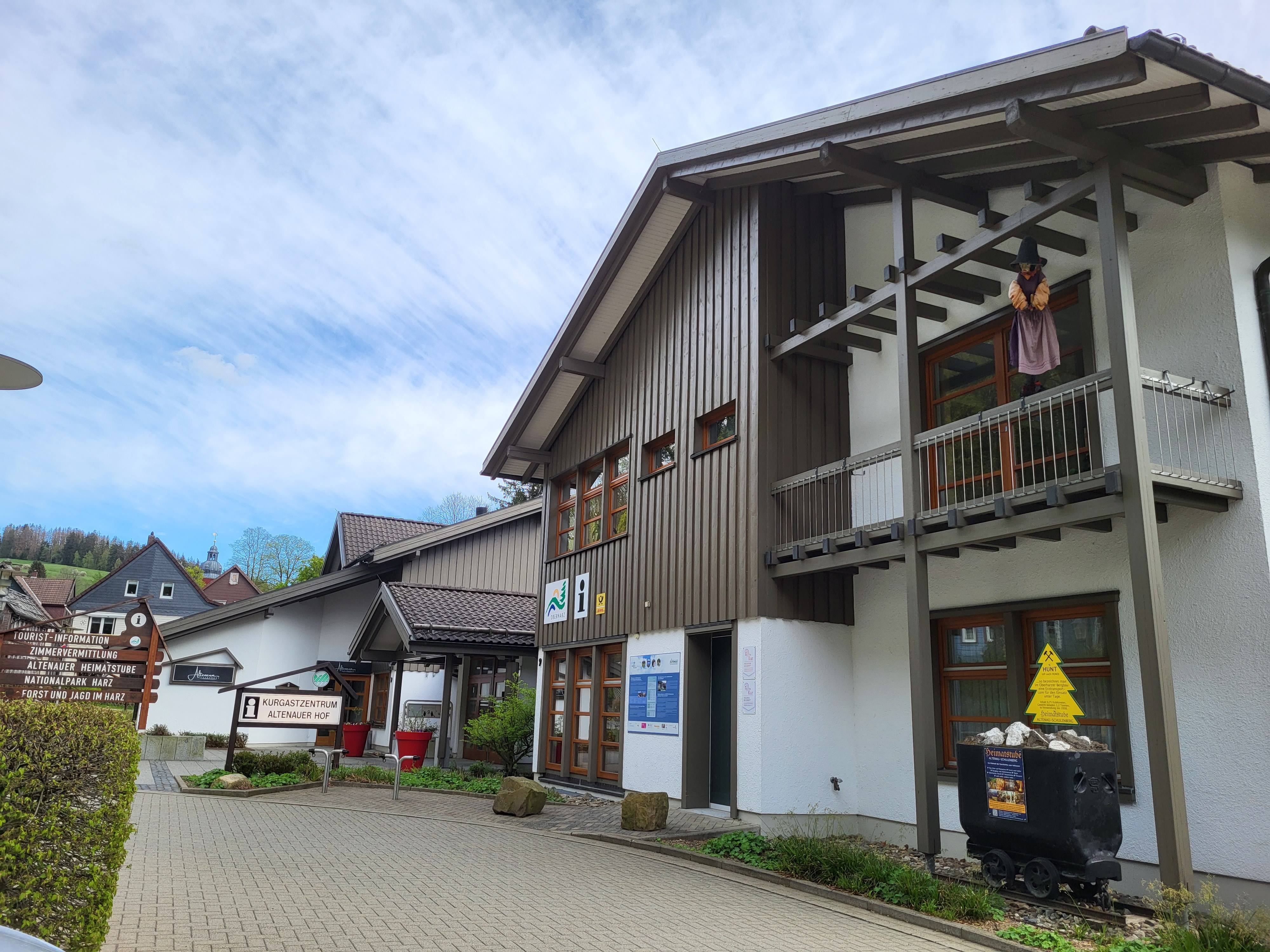
Touristinformation Altenau

### Öffentliche Einrichtungen
An öffentlichen Einrichtungen sind die Touristinformation, ein Kindergarten, ein Jugendraum und der kommunale Bauhof vorhanden. Auch die 1975 gegründete Kurbetriebsgesellschaft Oberharz, heute eine 100 %ige Tochter der Berg- und Universitätsstadt Clausthal-Zellerfeld, hat ihren Hauptsitz in Altenau. Ziel und Zweck des Unternehmens ist die Unterhaltung und Stellung touristischer Infrastruktur innerhalb der Berg und Universitätsstadt Clausthal-Zellerfeld sowie Sicherstellung des Kurortstatus Altenaus. Das Forstamt Clausthal (Niedersächsische Landesforsten) betreibt in Altenau eine Försterei.

#### Sicherheit

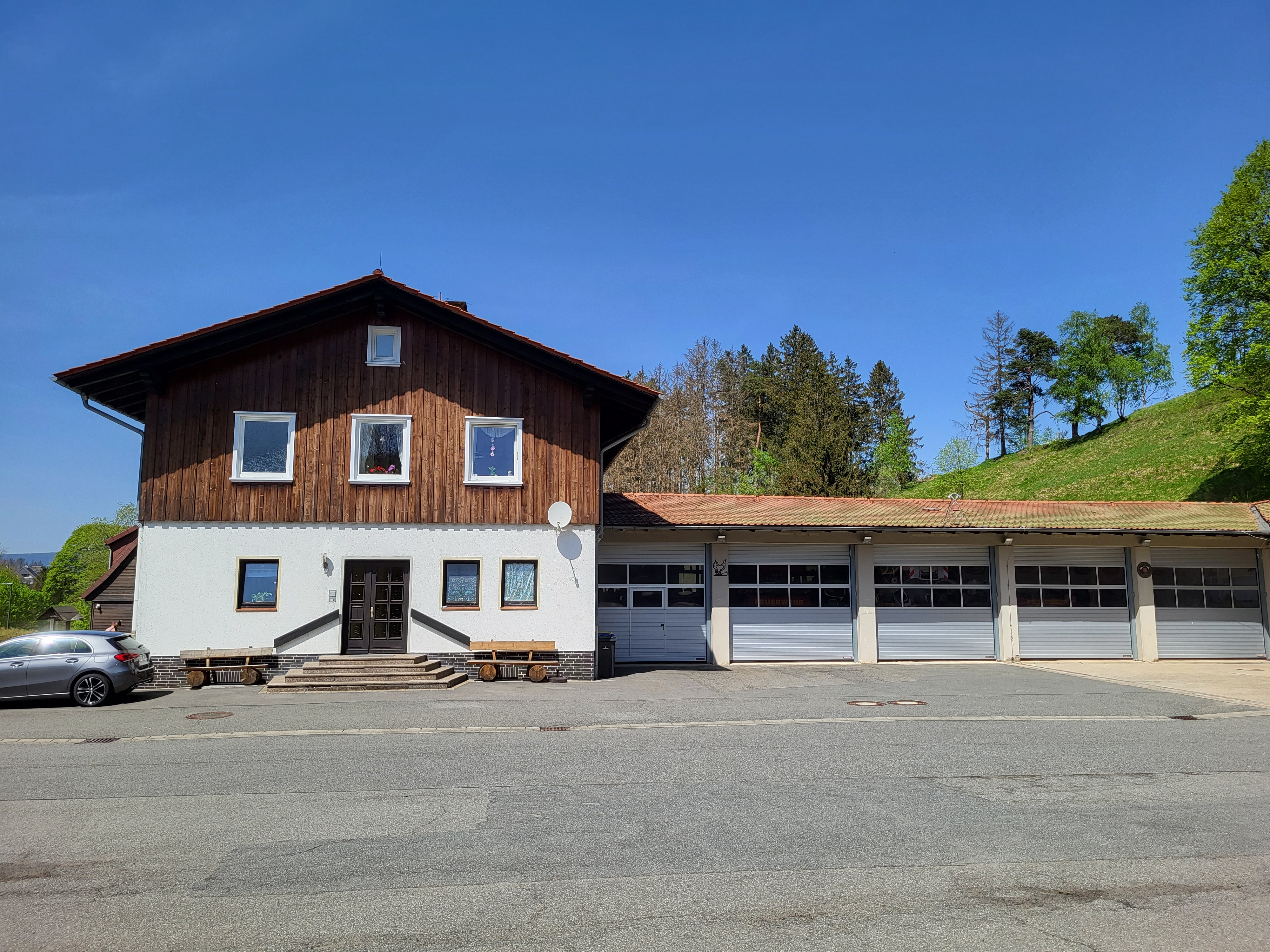
Feuerwehr Altenau

Für den abwehrenden Brandschutz und die technische Hilfeleistung ist die Freiwillige Feuerwehr Altenau zu nennen. Gegründet wurde die Wehr 1901, die Jugendabteilung gilt mit Gründungsjahr 1949 als zweitälteste ihrer Art in Deutschland. Die Feuerwehr Altenau ist als Stützpunktfeuerwehr eingestuft und deshalb mit einem erweiterten Löschzug, bestehend aus: Einsatzleitwagen, Tanklöschfahrzeug, Drehleiter, Löschgruppenfahrzeug und Gerätewagen ausgestattet. Die 45 aktiven Mitglieder fahren pro Jahr in etwa 50 Einsätze.
Des Weiteren verfügt Altenau über eine Polizeistation, die innerhalb der Polizeiinspektion Goslar eine Außenstelle des Polizeikommissariats Clausthal-Zellerfeld darstellt.

### Wasser- und Energieversorgung
Die Stadtwerke Altenau versorgen die Stadt mit jährlich rund 130.000 m³ Trinkwasser. Hierfür werden im Bereich von Altenau 23,5 Kilometer Versorgungsleitungen, zwei Speicheranlagen und mehrere Druckerhöhungsstationen betrieben. Im Bereich Torfhaus und der Bastesiedlung stehen drei Tiefenbrunnen mit Druckerhöhungsstation und Speicheranlagen zur Verfügung. Erdgas und Strom werden durch die Harz Energie gestellt, die am nördlichen Stadtrand auch ein Umspannwerk betreiben.

### Verkehr
Durch Altenau führt die Bundesstraße 498, die von Goslar nach Osterode führt und Teil der Deutschen Alpen - Ostsee Ferienroute ist. Vom Marktplatz in Altenau führt eine etwa acht Kilometer lange und bis zu neun Prozent steile Landstraße, die „Steile Wand Straße“ nach Torfhaus, von der man Anschluss an die B 4 hat. Am Ortsausgang Richtung Okertalsperre zweigt von der B 498 die K 38 durch das Hellertal ab und führt in das neun Kilometer entfernte Clausthal-Zellerfeld.
Omnibusse der HarzBus fahren stündlich nach direkt nach Goslar und Clausthal-Zellerfeld und von Altenau aus über Torfhaus nach Sankt Andreasberg.

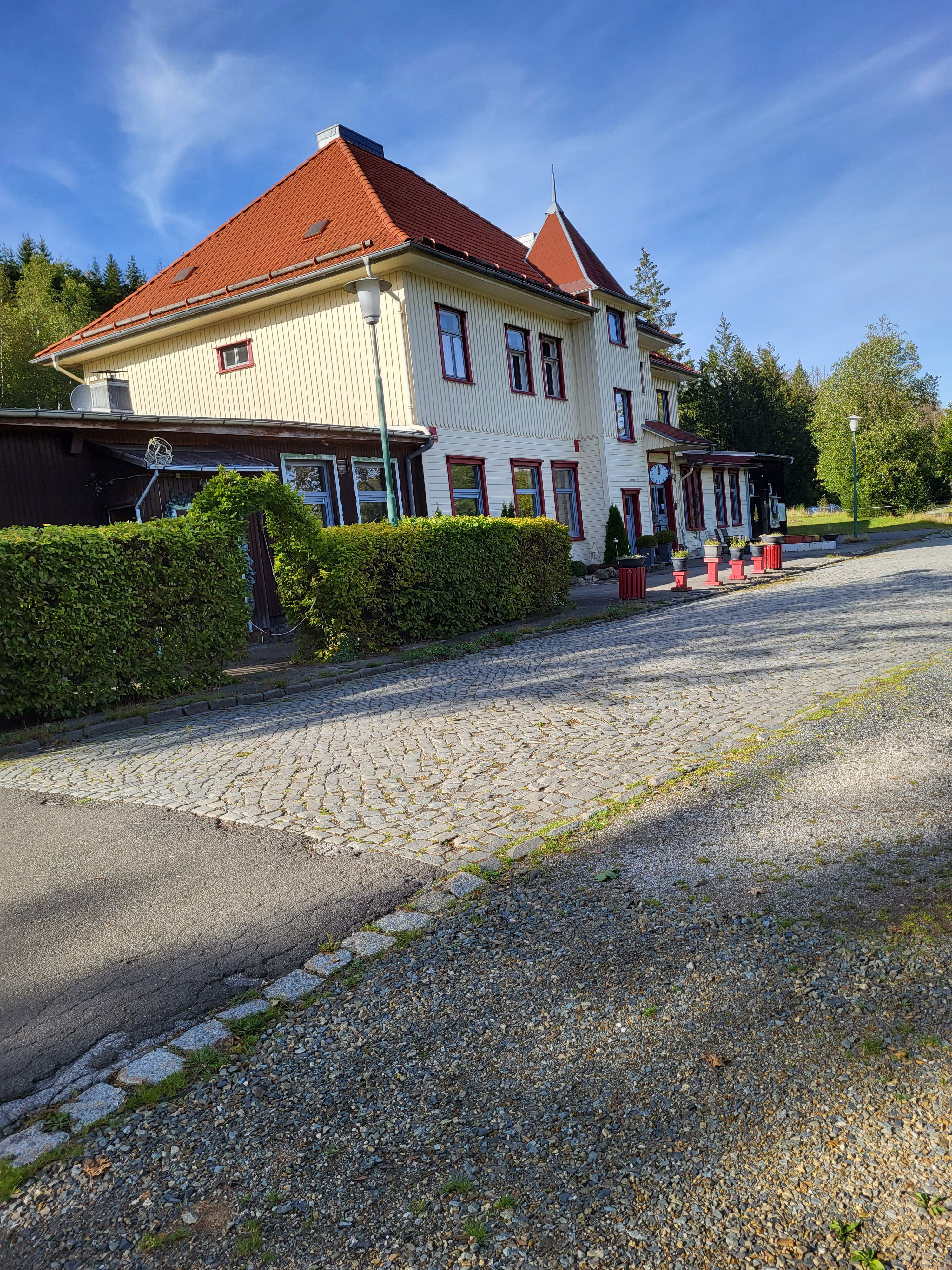
Ehemaliges Empfangsgebäude des ehemaligen Bahnhof Altenau

Bis 1976 war der Bahnhof Altenau der Endbahnhof der Innerstetalbahn, deren anderes Streckenende sich in Langelsheim befand. 1977 befuhr ein letzter Zug die Strecke. Aus Kostengründen wurde diese Strecke stillgelegt. Die Gleise wurden vollständig entfernt, die Trasse dient jetzt als Radweg und Langlauf-Loipe.

## Persönlichkeiten

### Ehrenbürger
- August Breyel, (1886–1952) ehemaliger Bürgermeister und Stadtdirektor und seit 1951 Ehrenbürger.[137]

### Söhne und Töchter des Ortes
- Johann Ludewig Engelhard Brinckmann (1754–1822), Forstwissenschaftler
- Wilhelm Knop (1817–1891), Agrikulturchemiker und Pflanzenphysiologe
- Karl Philipp Lüderitz (1817–1900), Militäroffizier
- Adolph Knop (1828–1893), Geologe und Mineraloge, Geheimer Hofrat, Professor an und Direktor der Polytechnischen Hochschule in Karlsruhe
- Hermine Hartleben (1846–1919), Lehrerin und Biografin
- Paul Oettinger (1848–1934), Berufssoldat, Schriftsteller
- Karl Fieke (1857–1945), Buchdrucker, Zeitungsverleger und Heimatschriftsteller
- Wilhelm Witter (1866–1949), Metall-Hütteningenieur
- Karl Reinecke-Altenau (1885–1943), Künstler und Heimatdichter, Gründer des Oberharzer Heimatbundes (1933)
- Gerhard Löbenberg (1891–1967), Wildtiermaler
- Konrad von Freyberg (* 1933), Diplom-Ingenieur und Motorbootrennweltmeister
- Manfred Berger (* 1942–2023), Sänger
- Hartmut Ostermann (* 1951), Unternehmer

### Personen, die mit dem Ort in Verbindung stehen
- Claus Oppermann (1589–1626), Münzmeister in Altenau
- Caspar Calvör (1650–1725), Theologe, wirkte als Stadtrichter in Altenau.[138]
- Henning Calvör (1686–1766), Theologe, Lehrer und Gelehrter im Bereich der Bergbautechnik und Mechanik
- Georg August Beermann (1782–1865), Hüttenmeister der Silberhütte, Münzmeister in Clausthal
- Georg Schulze (1807–1866), Theologe, Germanist, Autor, Herausgeber und Dichter, er wirkte von 1842 bis 1863 als Pfarrer in Altenau
- Johann Georg Stünkel, Hüttenschreiber an der Silberhütte
- Johann Ernst Robert Engel (1857–1914), Bürgermeister und Abgeordneter des Provinziallandtages
- Richard Meier (1888–1964), Volkskünstler
- Karl Theodor Uhlisch (1891–1958), Komponist des Köhlerliesel
- Heinz Hauser (1920–1996), Skispringer, lebte in Altenau[139]
- Richard Reckewerth (1897–1970), Politiker (NSDAP), starb hier
- Hans Joachim Müller-Eberhard (1927–1998), Immunologe, lebte Ende der 1940er Jahre mehrere Jahre in Altenau
- Markus Gründel (* 1972), Geocacher und Autor, lebt in Altenau